# 東急1000系電車
東急1000系電車（とうきゅう1000けいでんしゃ）は、1988年（昭和63年）12月26日に営業運転を開始した東急電鉄の通勤形電車である。
本項では、1000系からの派生形式である1000系1500番台（1000けい1500ばんだい）についても記述する。また、編成表記は渋谷・五反田方の先頭車両番号で代表する（例：1013F、末尾の「F」は編成を意味するFormationの頭文字）。

## 概要

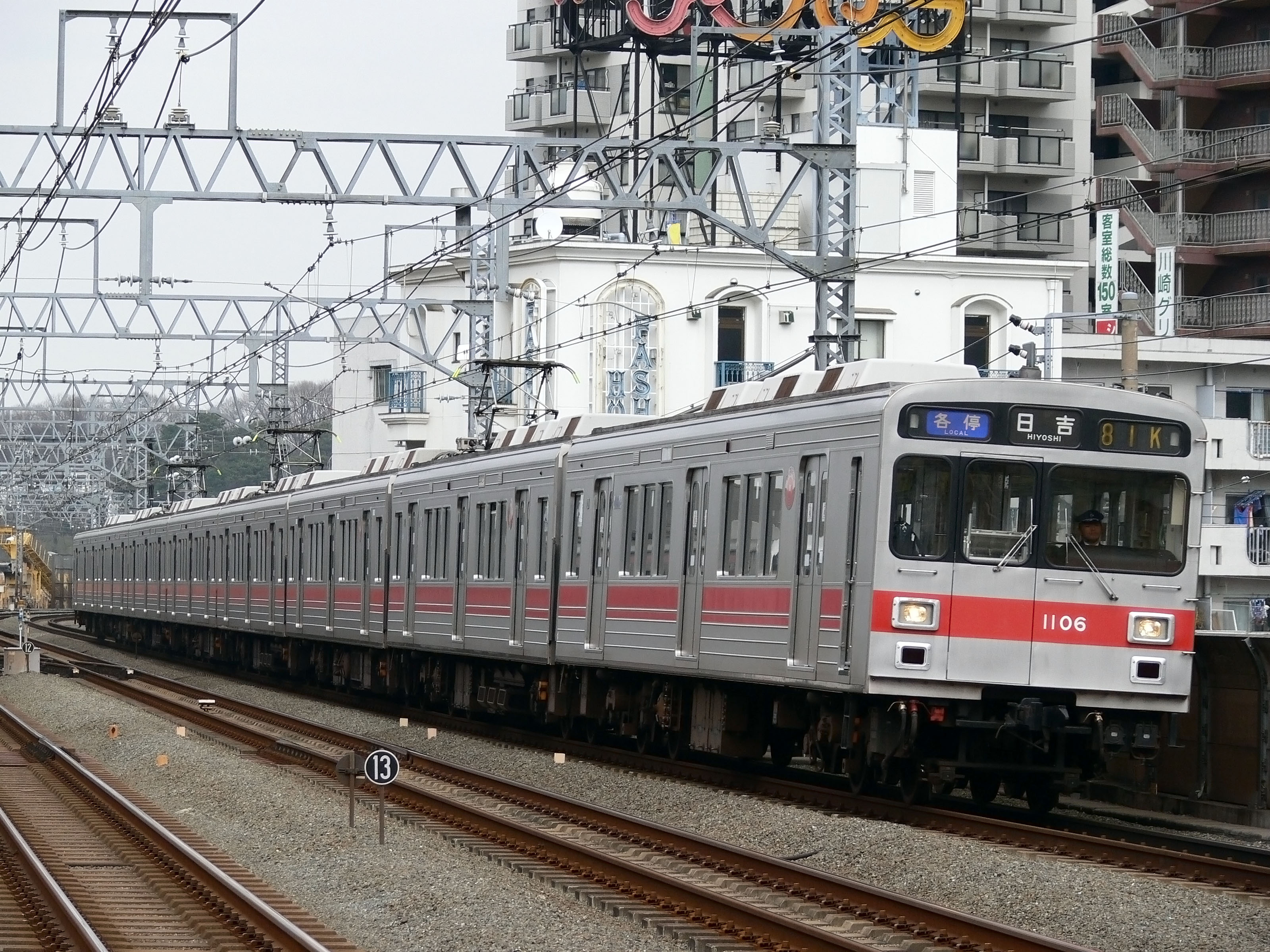
東横線在籍時の1000系
（2007年2月7日 新丸子駅）

東横線における営団日比谷線への乗り入れ車両として運用されていた初代7000系および池上線における7200系の代替を目的として1988年（昭和63年）から1992年（平成4年）にかけ、東横線向けに8両編成8本（64両）、東横線・目蒲線兼用車として4両編成4本（16両）・池上線向けに3両編成11本（33両）の計113両が東急車輛製造で製造された。
9000系の設計を基本にして開発され、車体構造や機器類などは同系と共通化されており、予備部品数の削減や、乗務員の運転取扱い性、検修の作業性向上などを図っている。後述する機器構成の違いから、東横線・目蒲線兼用の4両編成（1010F - 1013F）は1000N系とも称され、池上線向けのグループ（1014F - 1024F）は1000N'系とも称される。

## 車体
9000系と同様にステンレス製の軽量車体を有するが、日比谷線との相互乗り入れ協定の際、東急が車体の長さを18m級としたことから、窓配置は7000系（初代）・7200系と同様に先頭車がdD3D3D1（d：乗務員扉、D：客用扉）、中間車が1D3D3D1である。前面形状は9000系同様に非常口を前面向かって左側へオフセットした左右非対称構造としており、非常口の車内側には地下区間における非常用梯子が設置されている。この梯子は、東横線用について後年に大形のものへ交換した。前面は9000系と同一だが、区別のために種別・行先表示器周りは黒色に塗装された。
東横線用編成では4号車（デハ1351 - 1358およびデハ1310・1312とサハ1051）の外妻面と床下に日比谷線内で使用する誘導無線用のアンテナが設置されているほか、7号車（デハ1400形およびデハ1361・1363）の下り方妻面には当初日比谷線内で使用する列車運行番号表示用レスポンスブロックが設置されていた。レスポンスブロック本体は後年日比谷線内の運行管理システム更新により不要となったため撤去されたものの、その名残で前述デハ1400形およびデハ1361・1363の下り方妻面山側の窓は二段式の開閉可能構造となっている。なお、東横線用は後年、全車を対象に車両間転落防止幌の設置が実施された。

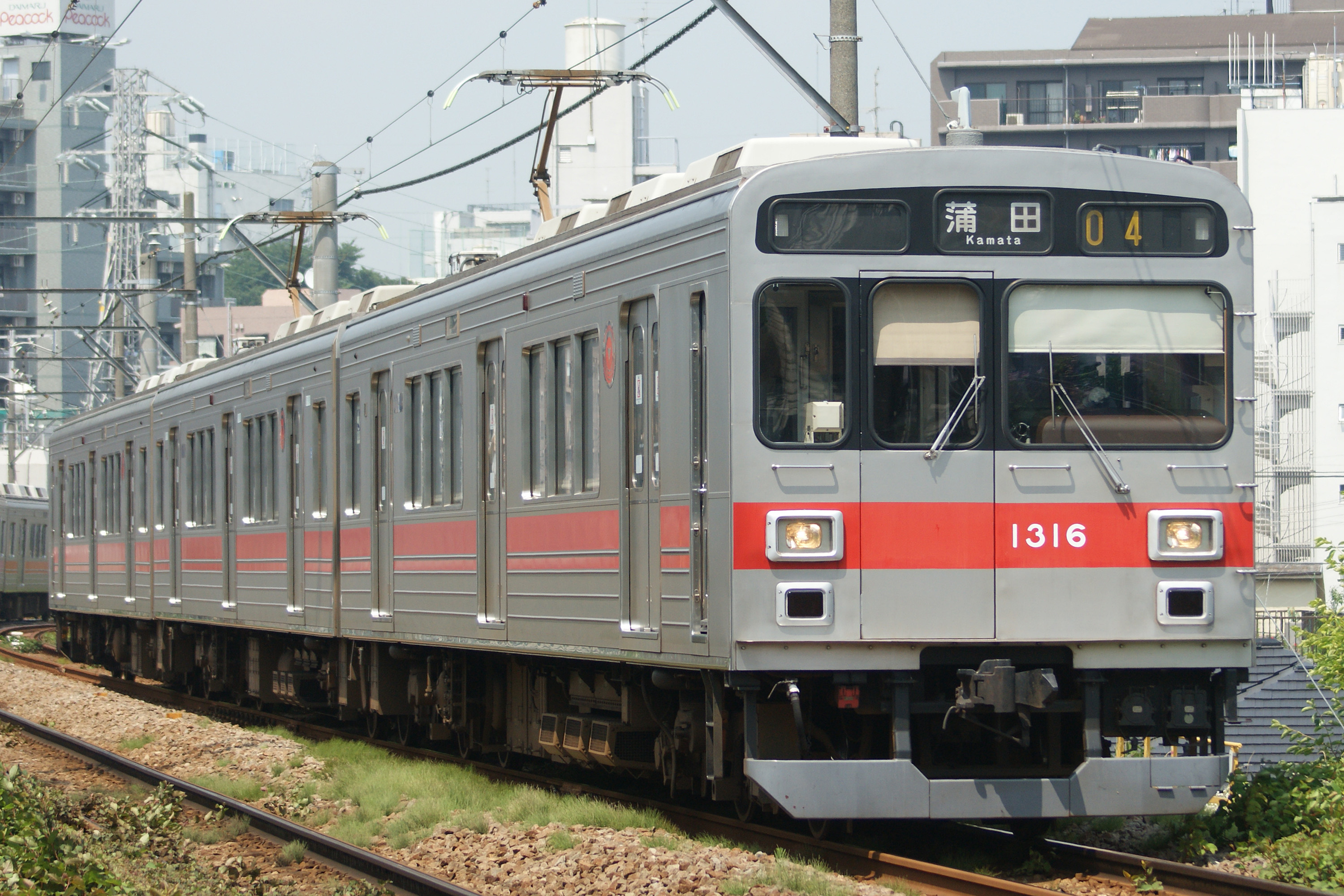
1000N'系デハ1316 （2008年7月 石川台駅 - 雪が谷大塚駅間）
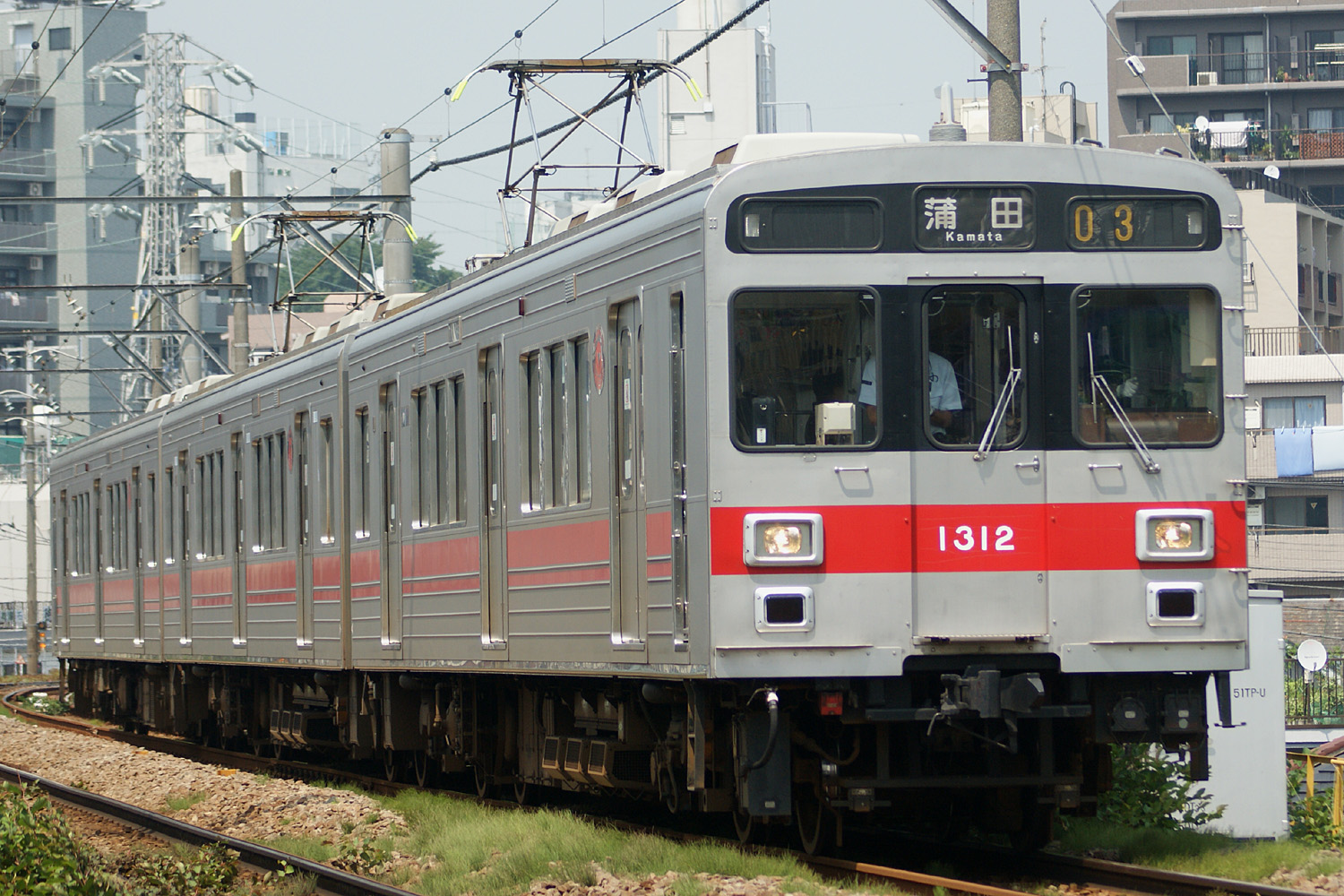
貫通扉が中央に設置されている1000N系デハ1312 （2008年7月 石川台駅 - 雪が谷大塚駅間）

## 主要機器
主電動機は1C4M車・1C8M車の区別なく全車とも日立製作所もしくは東洋電機製造製のTKM-88（端子電圧1100V、電流92A、周波数47.5Hz、定格出力130kW、定格回転数1,382rpm）で、歯車比は85:14 (6.07) である。
東横線投入分は、旧営団との乗り入れ協定における性能を満たすために編成中の中間車は全て電動車とされ、MT比は6M2Tと高く、制御装置は1基で2両分8個の主電動機を制御する1C8M制御方式とされた。1C4M制御方式を採用した9000系と比較すると編成中の電動車比率（MT比）は高いものの、逆に制御器の台数は減少しており、その分のコストダウンが図られている。主回路は9000系と同様のVVVFインバータ制御で、電動車のうち「M1車」にGTOサイリスタ素子を用いた東洋電機製造製のATR-H8130-RG621A形（素子耐圧4,500V - 3,000A）が搭載されている。この制御装置は世界初のヒートパイプ冷却式8個モータ一括制御VVVFインバータであり、後に日本各地の電車へと普及していった。
一方、池上線投入分は2M1Tの3両編成で新製され、冗長性確保目的で各電動車に制御装置を搭載する1C4M仕様とされた。制御装置については、デハ1200形は素子に逆導通GTOサイリスタ（素子耐圧4,500V - 2,000A）を使用して、新たに1C4M制御専用設計としたATR-H4130-RG636A形が採用されたが、デハ1310形は将来の4両編成化を考慮して他車同様にATR-H8130-RG621Aを搭載し1C4M相当で使用している。デハ1200形で新規に設計した制御装置は、3両編成時における床下機器の小型化を目的としたもので、逆導通サイリスタと抵抗レス小形ゲートアンプ、新型フィルタコンデンサの採用により、装置筐体は約30 %の小型軽量化が図られている。編成内の電動車全車が制御装置を搭載することから、車種記号（M・Tc等）において制御装置の有無を表す数字は付されていない。

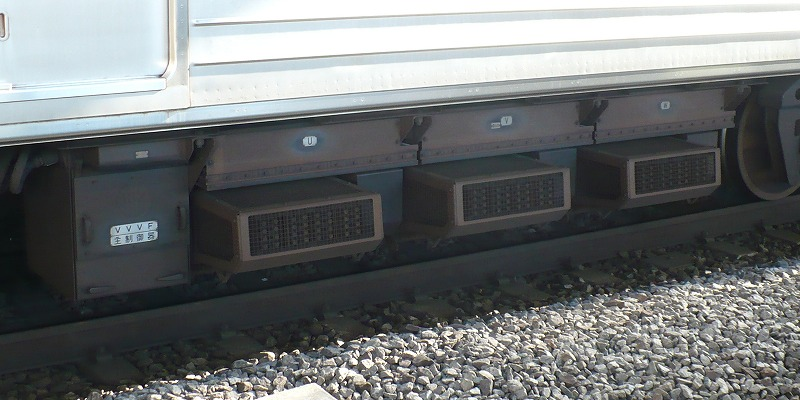
VVVF主制御器 （ATR-H8130-RG621A）
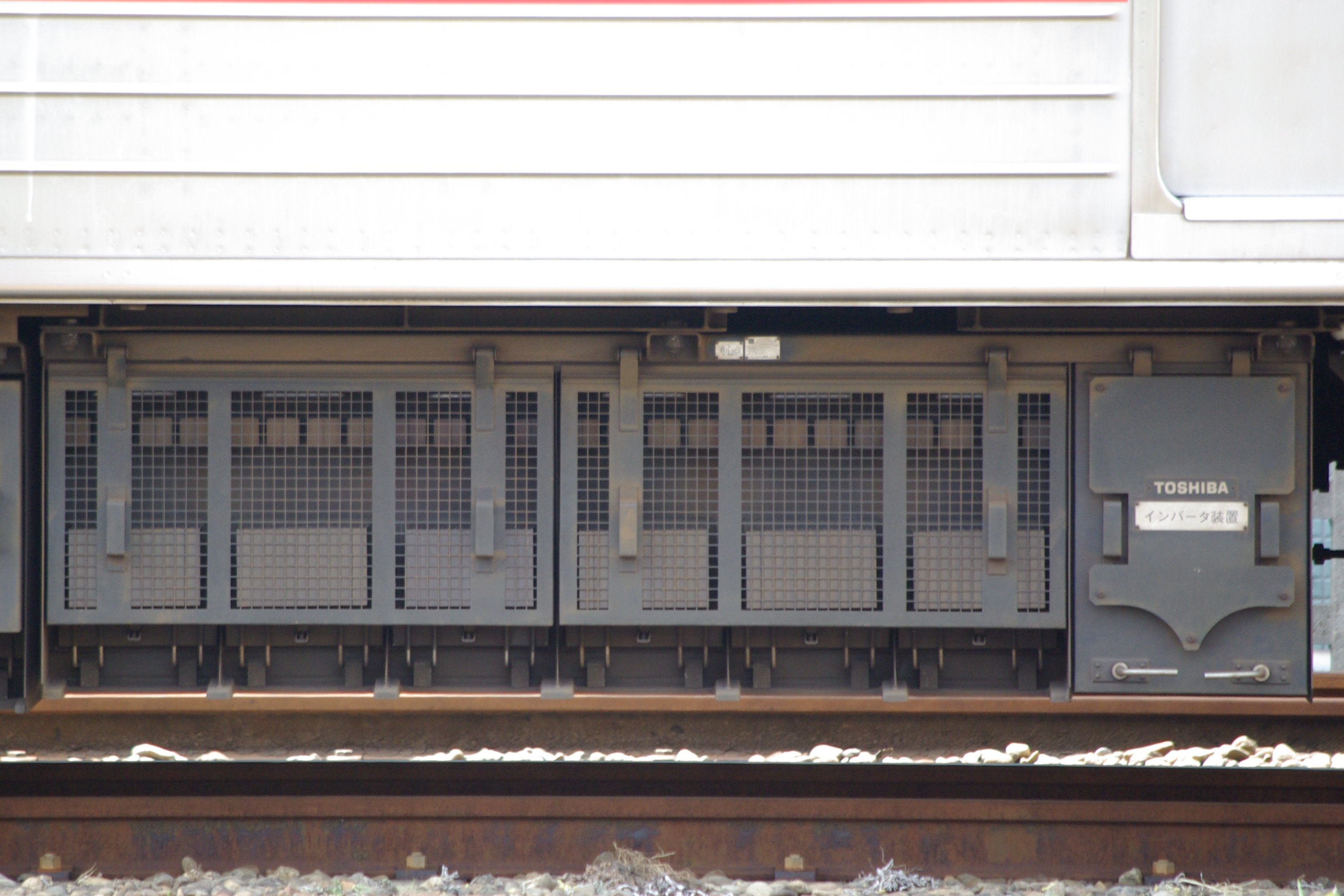
INV-020-A1補助電源装置
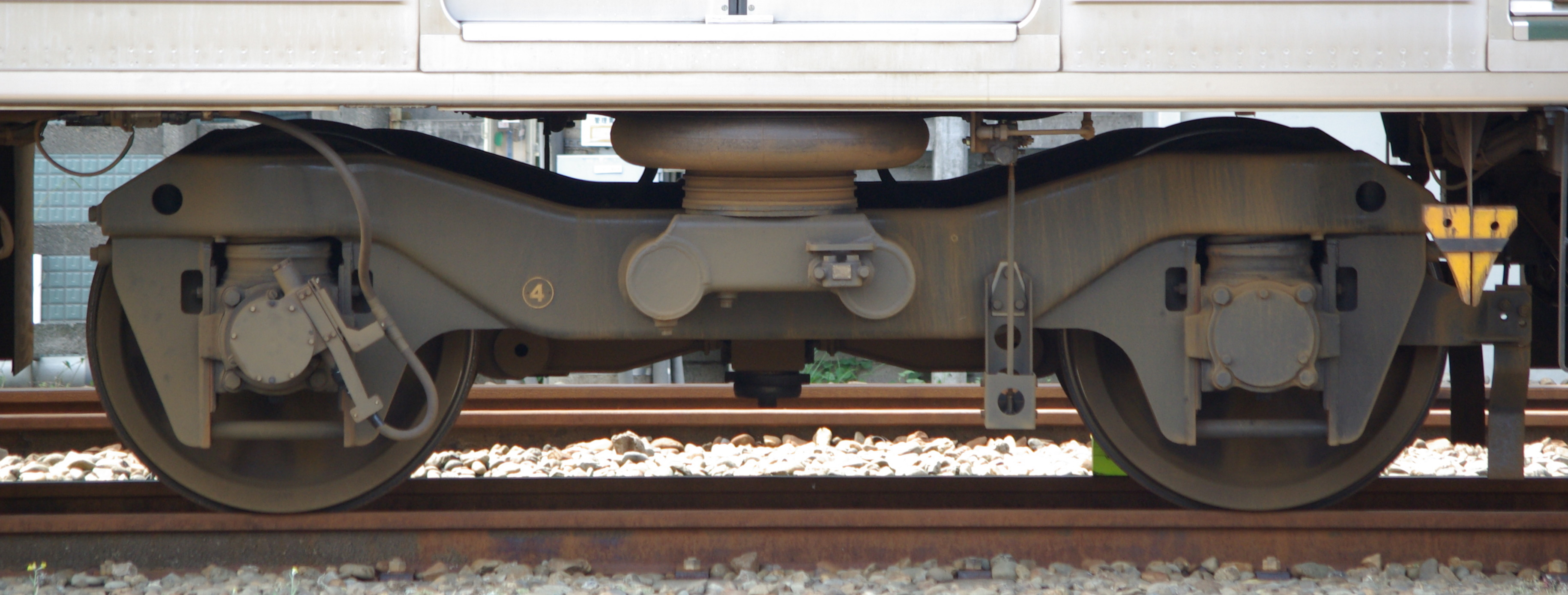
TS-1007付随台車

台車も9000系と同様のボルスタレス台車であるが、床面高さを45mm低くするために設計変更が行われたTS-1006（電動車）と用TS-1007（付随車・写真1）となっている。軸箱支持方式は従来からの軸箱守（ペデスタル）+軸ばね方式を踏襲している。補助電源装置（静止形インバータ・写真1）は9000系と同一の機器で、出力容量は120 kVA、出力電圧は三相交流440Vである。パンタグラフは9000系と同形の折りたたみ高さを低くした剛体架線対応形のPT44-S-D-M形である。
空気圧縮機 (CP) は8両編成では9000系と同形で、補助電源装置（SIV）からの三相交流440Vを電源とするHS-20-1形を搭載する。4両編成となる1000N系グループでは、4両編成時における補助電源装置（SIV）は編成で1台となるため、SIVからの給電ではなく、架線直接給電方式（直流1,500V駆動）のHS-20G形としており、SIVの負荷を減らしている。一方、3両編成を基本とする1000N'系グループでは1000N系同様の架線直接給電方式だが、容量を縮小（吐出量を2,000 L/minから1,000 L/minへ）した新規品のHS-10形を搭載する。
冷房装置は東芝製のインバータ制御による能力可変式を採用し、除湿運転も可能であり最大能力は11.63 kW（10,000kcal/h）である。床下にインバータ制御装置（空調制御箱）が1両あたり1台、屋根上に集約分散式の冷房装置本体が1両あたり3台搭載されている（1両あたり34.88 kW〈30,000 kcal/h〉）。装置は1005Fまではレシプロ式圧縮機を使用したRPU-2214B形であるが、1006F以降では低騒音形のスクロール式圧縮機を使用したRPU-2214C形を使用している。本系列の冷房拡散方式は冷房ダクトを介した方式を採用し、車体全長にわたり冷風ダクト・冷風吹出口と補助送風機（ラインデリア）が収納された整風板がある。このラインデリアは先頭車8台・中間車は9台設置されている。

### 保安装置
保安装置は東横線用は落成当初は日比谷線用のWS-ATC装置と東急ATS装置が搭載されていた。その後、1997年（平成9年）3月までに東急東横線の新ATC対応工事が実施されたほか、2003年10月までには日比谷線の新CS-ATC対応が施工されている。
池上線・東急多摩川線用は東急形ATSとTASCを搭載し、CS-ATC装置は搭載していない。1012Fと1500番台は池上線・東急多摩川線への転属改造時にCS-ATC装置が撤去されている。

### 排障器・パンタグラフ
池上線投入分は、2005年（平成17年）3月より、東横線投入分は2006年（平成18年）12月より、先頭車に補助排障器（スカート）の設置を開始し全編成に施工された｡事故などでの床下機器の破損を予防するためである｡
池上線・東急多摩川線の編成はパンタグラフが菱形からシングルアーム式に順次換装され、2013年12月までに全編成が完了した。

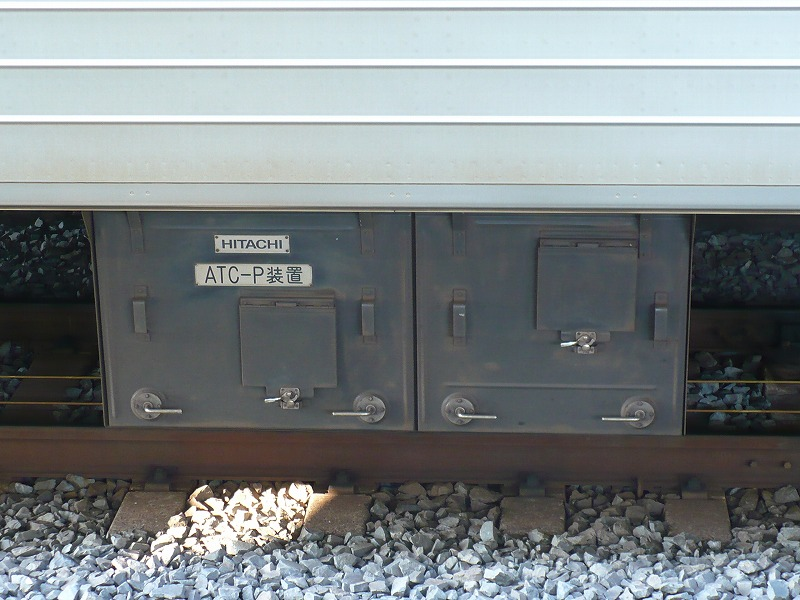
東横線用のATC-P装置 （東急・メトロ共通）
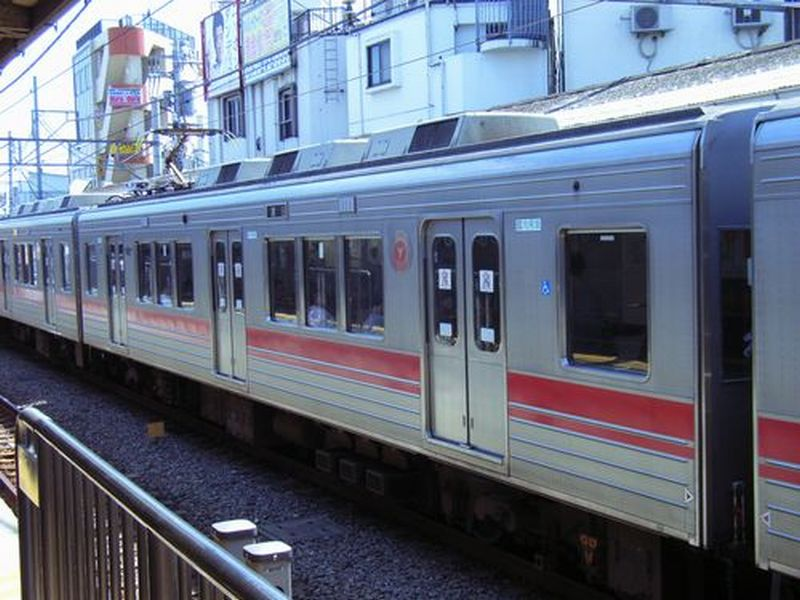
デハ1200形 シングルアームパンタグラフ装備車 （2007年8月15日 旗の台駅）

## 車内
内張りは9000系と同一のソリッドパターン模様の化粧板を使用し、床材は茶色でキーストンプレートの塗り床である。主電動機の三相交流化により車内床の主電動機点検蓋（トラップドア）は設置していない。座席は9000系で採用された車端部のクロスシートは設置されず、すべてロングシートとされた。18m3扉車の車体構造上、客用ドア間の座席は9人掛けとなり、車端部は4人掛けとなっている。座席の定員着席を促すため、9000系同様に9人掛け座席間には仕切板を入れ、3-3-3人掛けに分割している。座席モケットもオレンジ・ブラウンに色分けされたものとされた。網棚についてはドア部の端まで延長し、物を載せやすくした。
1992年度に新製された池上線用の1000N'系（1019F以降）では、新製時より座席仕切部にスタンションポール（握り棒）を2本設置、ワンマン運転化を想定して自動放送装置にメニュー放送（異常時や交通安全・携帯電話について等のマナー放送）を追加、運転台にサービス機器の操作スイッチを新設したほか、各車3台対話式非常通報器が設置された。また、3両編成で落成した1024Fは当初よりデハ1200形に車椅子スペースが設置され、試験的にドア上部に戸挟み検知センサーが設置された。先に落成していた1014F - 1018Fも後にワンマン化改造が施工された。

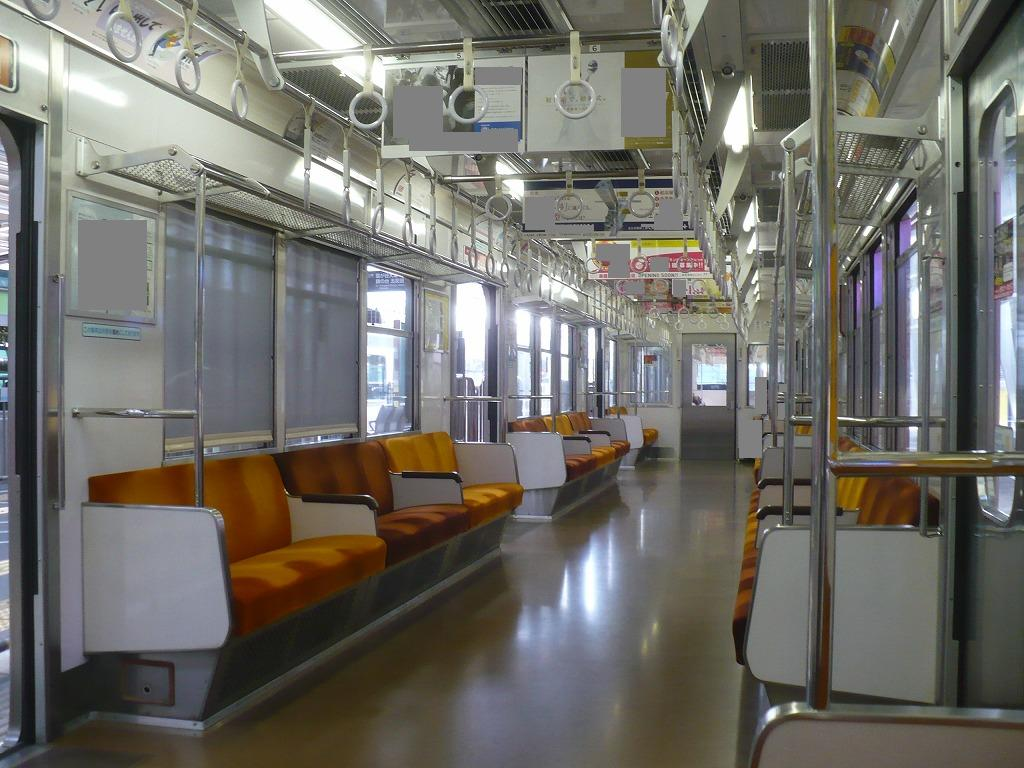
1000系の車内（4次車の1017F）
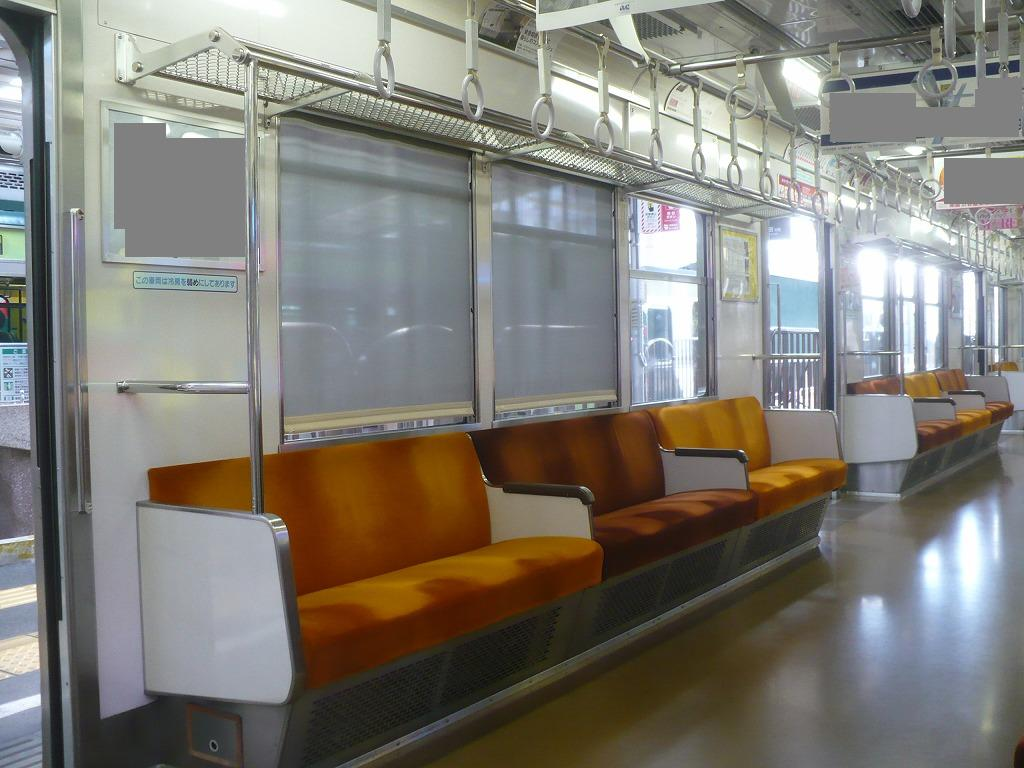
9人掛け座席部（4次車の1017F）
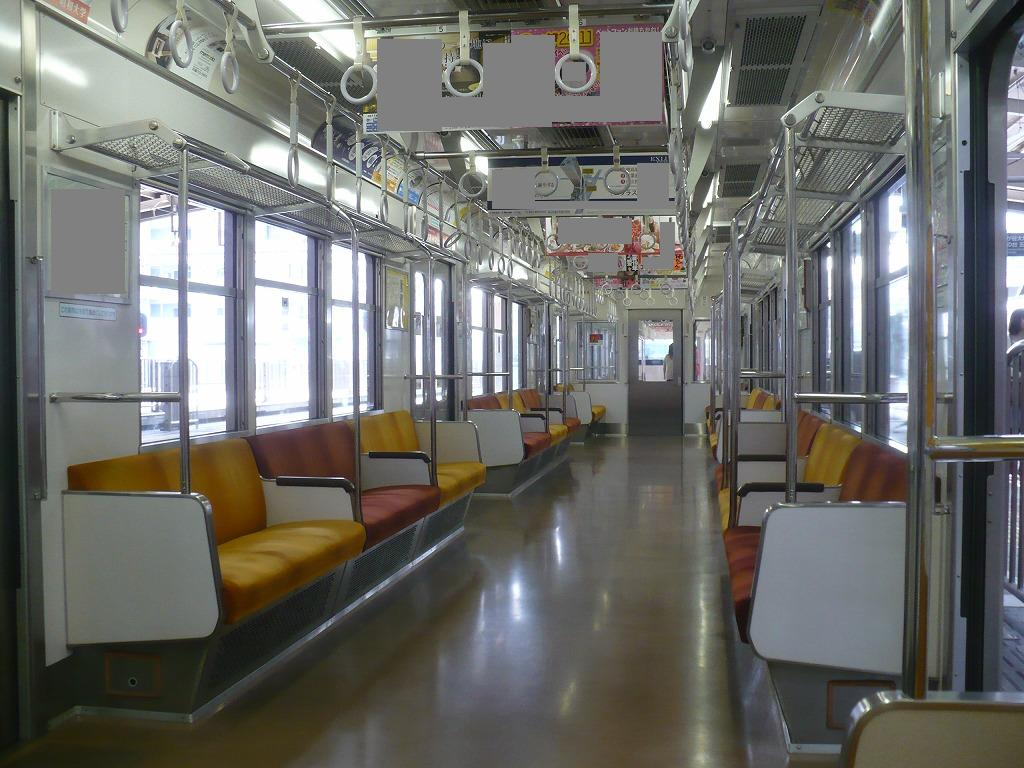
1000系の車内（5次車の1024F）
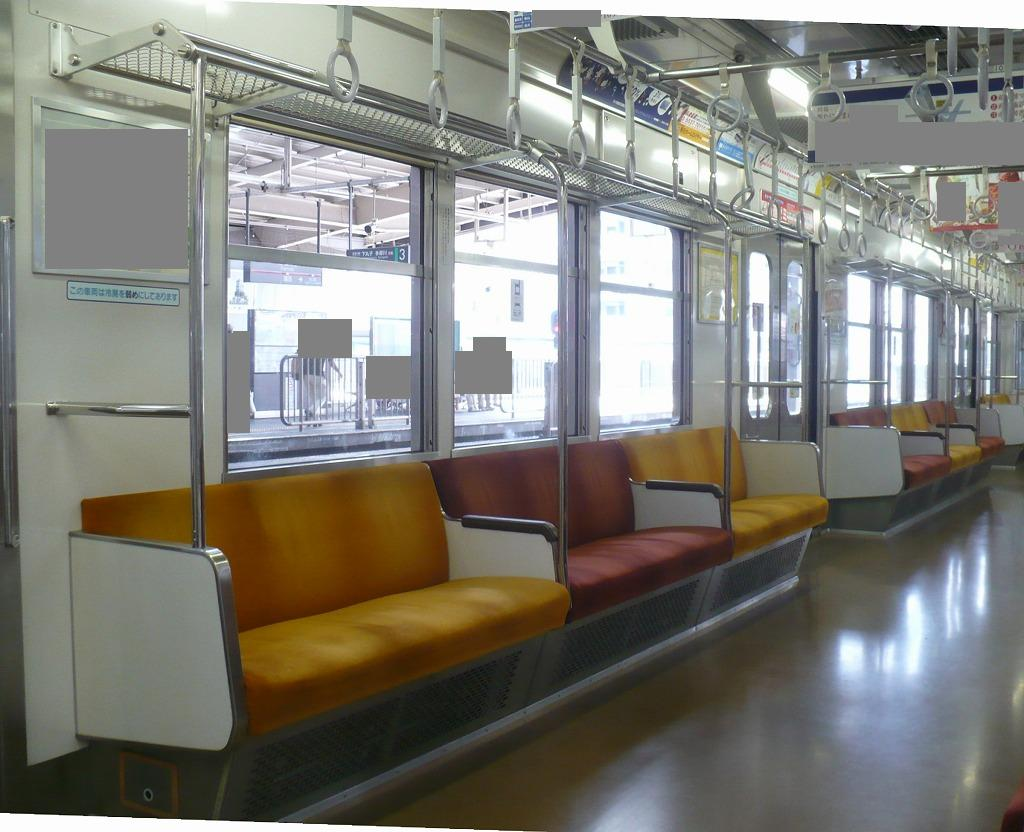
9人掛け座席部（5次車の1024F）。5次車は座席間にスタンションポール（握り棒）が備わる
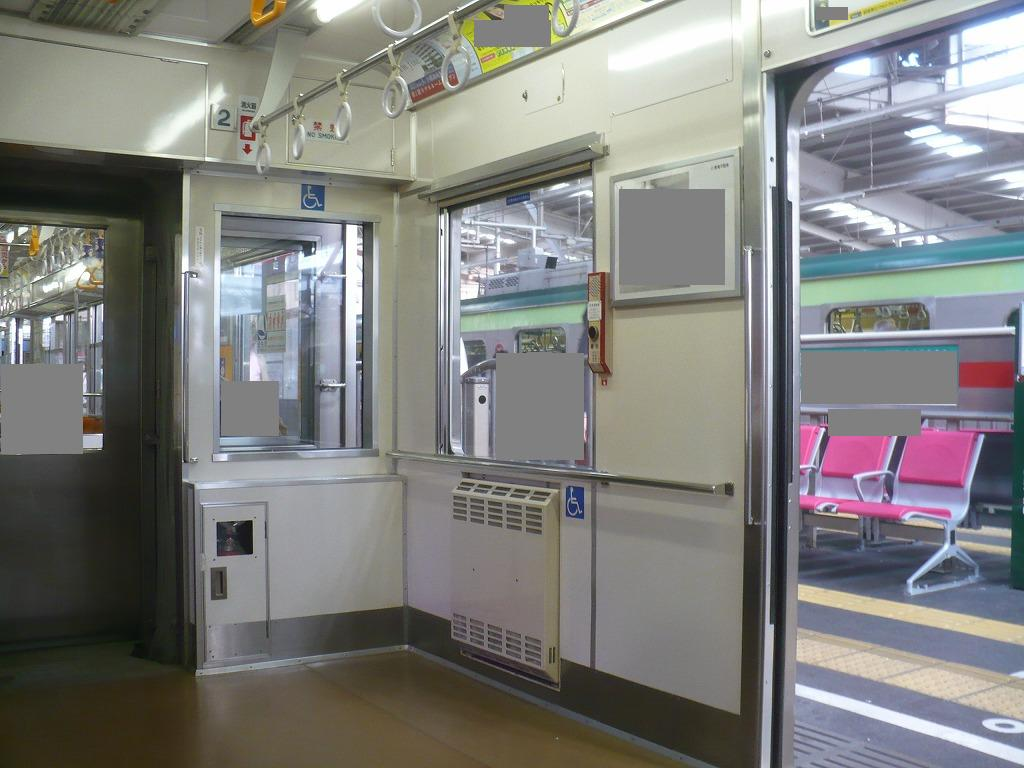
1017F1217号車の車いすスペース（改造で設置）。同車は壁面ヒーター付き、妻面に消火器箱がある
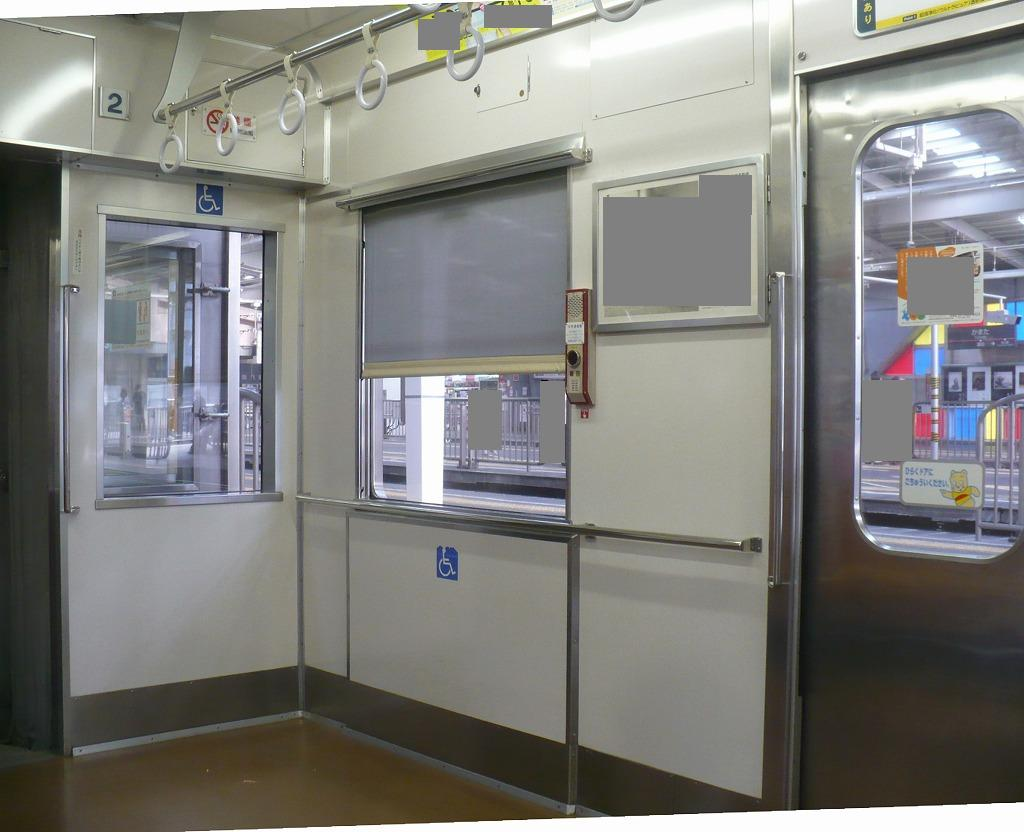
1024F1224号車の車いすスペース（新製当初から設置）。壁面ヒーターは未設置
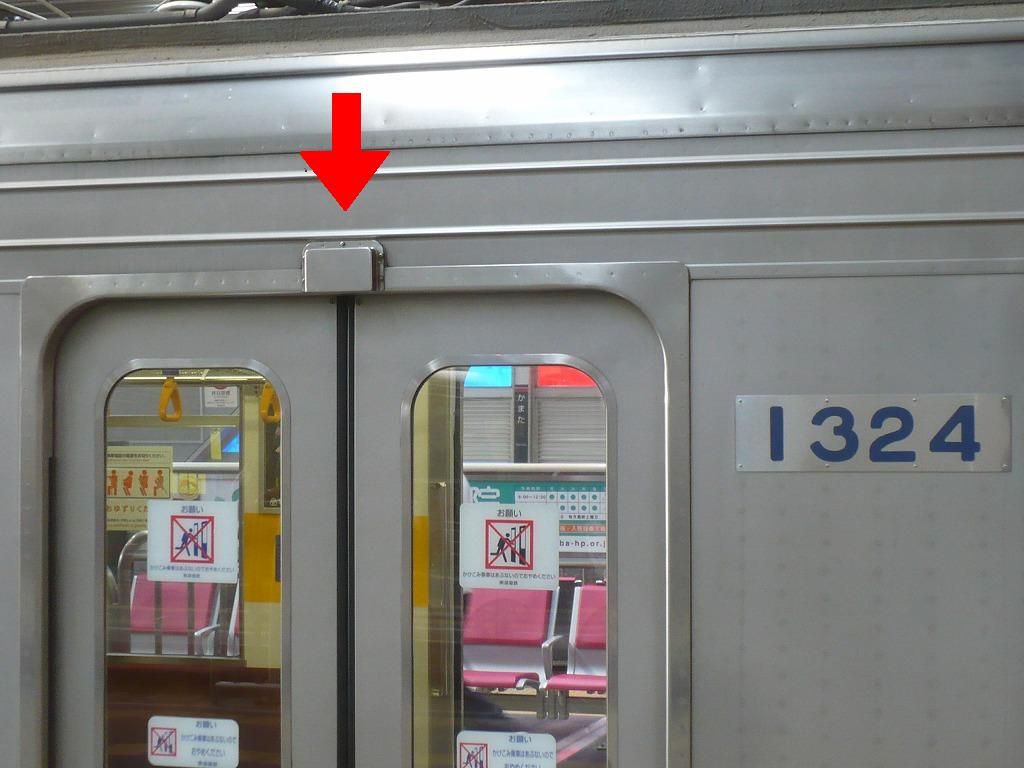
1024F（1324号車）の戸挟み検知センサー。ドア上部の赤矢印部である
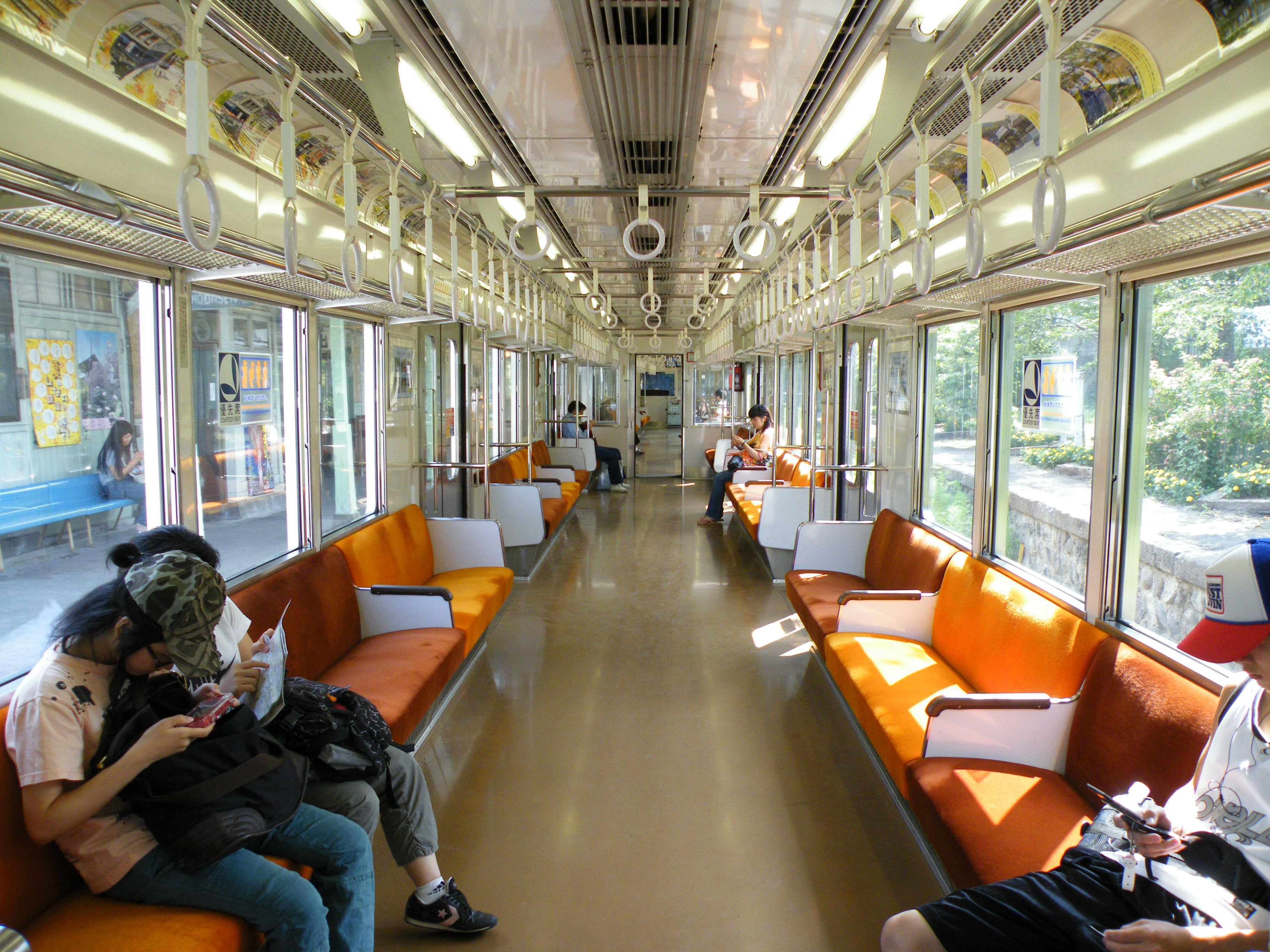
車内全景 （上田電鉄に護渡された車両）

池上線用1000N'系では2000年（平成12年）までにデハ1200形の一部座席を撤去して車椅子スペースを設置した。東横線所属車についても2004年（平成16年）までに2・7号車に車椅子スペースが設置された。このうち、一部の車両では壁面埋込形ヒーターの設置も行われた。2006年（平成18年）頃より優先席部のつり革はオレンジ色で三角形のものへの交換が実施されている。

### 運転台
運転台は9000系とほぼ同じ配置で、配色は車内がアイボリー、計器盤はワインレッド調または茶色である。主幹制御器はデッドマン装置付きのT字型ワンハンドル式で、左側に空間波無線の送・受話器を設置している。東横線用はこのほか、日比谷線走行時に使用する誘導無線の送受話器も設置している。また速度計や表示灯の周囲を緑色に着色し、9000系と区別しているほか、右側に乗務員連絡用の受話器を設置している。
池上線用ではワンマン運転用にドア開閉ボタン、車内・車外放送用マイク、サービス機器操作用の手元スイッチや車上ITV装置（ホーム監視用モニター）などが追加された。さらに運客室仕切扉には電磁鎖錠を取り付けて、反対側乗務員室扉の鎖錠、解錠ができる機能がある。この池上線・東急多摩川線用グループでは運転台の速度計、表示灯周囲の緑色シートは施されていない。
本系列のうち、中央貫通構造となる1000N系グループでは運転台の横幅は狭く、コンソール面の配置や乗務員室周りの基本的な設計は同様な貫通構造を持つ8590系に準じた設計としている。さらに前面ガラスは予備品数を増やさないよう、当時主力車両として使用していた8000系クハ8000形と同じガラスを使用している。
車掌スイッチは落成当初全車とも機械式であったが、池上線用ではワンマン運転実施時に横押しボタン式（開扉は2ボタン・閉扉は1ボタン）に変更された。その後、東横線用では2007年（平成19年）より間接制御式（リレー式）への変更が実施された。
運転台と客室の仕切り部には前面窓と同じ配置で仕切り窓が3枚あり、仕切り窓の運転台背面大窓・仕切り扉窓には遮光幕の代わりに下降式遮光板が設置されている。なお、池上線・東急多摩川線用の車両は左側2枚のガラスには遮光ガラスが使用されている。

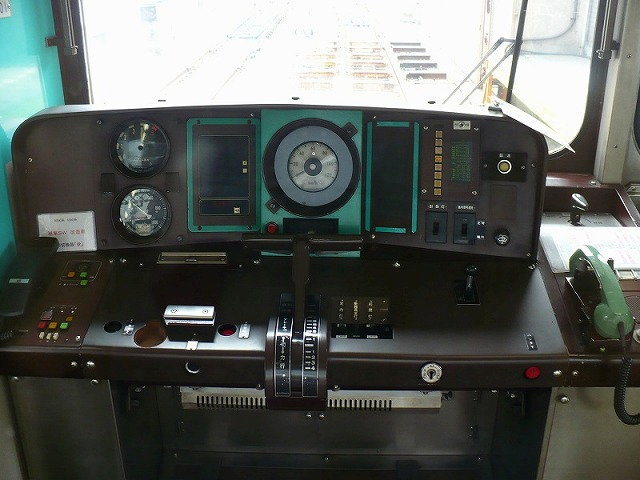
東横線用1000系の運転台。 計器の周囲が緑色
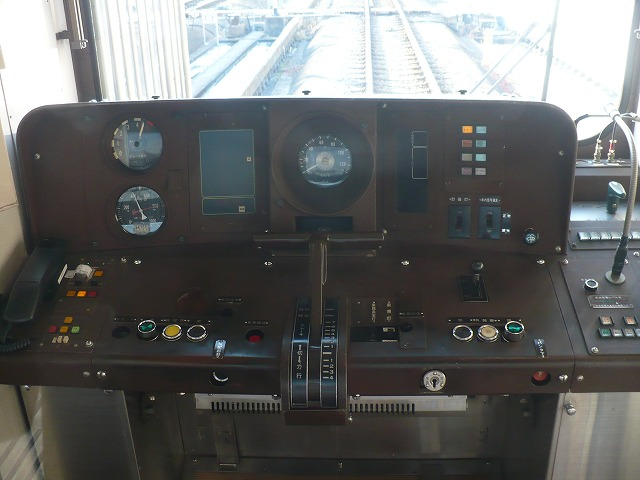
ワンマン運転に対応した 池上線用の運転台
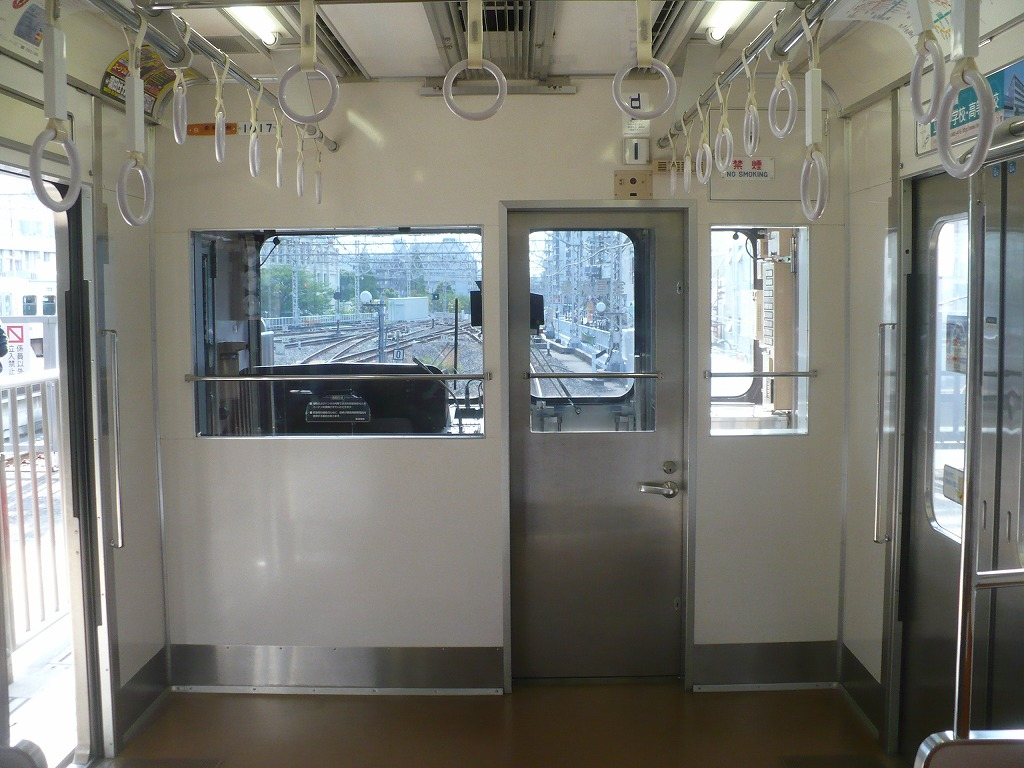
乗務員室背面仕切壁（4次車の1017F）。池上線・東急多摩川線用は左側2枚のガラスは遮光ガラス

### 案内機器など
車内放送は、9000系に続いて自動放送装置が設置された。当初は日比谷線内の自動放送には対応しておらず、同線内は車掌による放送のみであったが、後年になって一部の編成が対応している。2004年（平成16年）秋頃より9000系とほぼ同型のLED式の車内案内表示器が1両あたり4か所、客用扉上部の鴨居部に左右2箇所ずつ、中央ドアのみ左右両方に設置された。
9000系では落成当初準備工事のみとされていた車外スピーカーであるが、本系列では落成時から設置されており、乗降促進放送などを流すことが可能である。

## 編成
製造次車
- 1次車（1988年度製）1001F・1002F
- 2次車（1989年度製）1003F - 1007F・1010F + 1011F
- 3次車（1990年度製）1008F・1012F + 1013F
- 4次車（1991年度製）1014F - 1018F　目蒲線用1000N'系4両編成5本
- 5次車（1992年度製）1019F - 1023Fの先頭車・1024F　池上線用1000N'系13両

以下、特記事項を有する編成を記す。

### 1002F

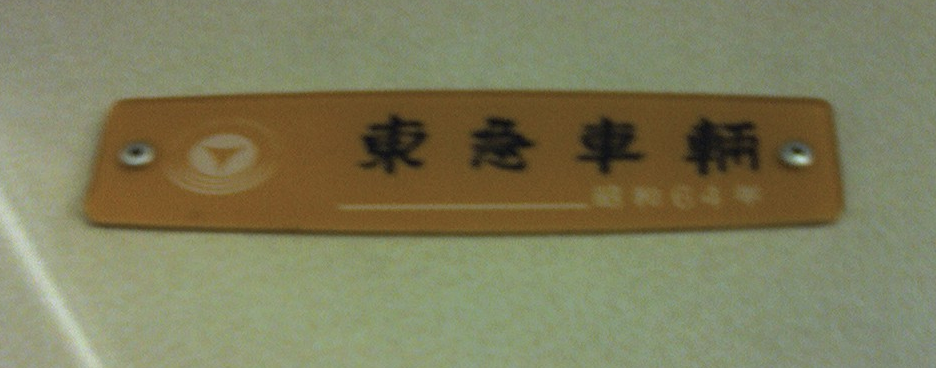
1002Fの銘板
（2007年3月9日、デハ1352車内）

同編成は1989年1月1日から7日までの7日間しか存在しなかった昭和64年中に落成したため、銘板表記は東急が保有する車両では唯一「東急車輛 昭和64年」となっている。

### 1003F
2012年（平成24年）に運用を離脱。2013年（平成25年）1月に総合車両製作所に甲種輸送されている。

### 1005F
2006年からスカートの設置が行われた同系列だが、東横線所属の1005Fのみスカート未設置のままで残っていた。1500番台への改造時に設置されている。

### 1006F
日比谷線乗り入れ運用の減少に伴い、2009年（平成21年）3月に運用から離脱した。その後、2010年（平成22年）3月にデハ1256とデハ1456は廃車・解体され、同年11月にクハ1006・デハ1206が、デハ1406・クハ1106が2011年（平成23年）2月にそれぞれ伊賀鉄道へ譲渡された。2012年1月には1006Fのうち最後まで残ったデハ1306とデハ1356が伊賀鉄道へ譲渡された。

### 1010F - 1013F
1990年（平成2年）に製造された。東横線ならびに目蒲線との共通予備編成として4両編成で新製され、東横線においては1010F + 1011Fおよび1012F + 1013Fの組み合わせで運用されることとなった。これは従来、目蒲線と池上線は18m3扉車という共通規格の車両が使用され、両路線で予備車の共通にすることも可能となっていた。しかし、1989年（平成元年）3月から目蒲線車両は4両編成で運用されることとなり、池上線との共通予備車の確保ができなくなった。このため、東横線で運用されている日比谷線直通用の本系列の一部を目蒲線との共通予備車としたものである。この経緯から、落成当初は編成前後の先頭車の前面形状が異なる異端編成であった。
同4編成は8両編成時における8両貫通編成とのMT比統一目的で3M1T編成とされたため、一部の車両の制御装置は1C4M相当で使用するとともに、各編成の下り方先頭車が制御電動車（デハ1310形）に変更された。また、8両編成での運用時において中間に組み込まれる先頭車4両（クハ1011・1013およびデハ1310・1312）は、連結時に貫通幌を繋げて貫通可能とするため前面貫通扉（非常口）が中央に配置されたことから他車とは外観が異なるほか、運転台の左右寸法が狭くなっている（前述）。普段は東横線での運用に就いていたが、何らかの事情で目蒲線において車両不足が生じた際などは、4両編成に分割して同線の運用に就いていた。2000年8月6日からは目蒲線が目黒線と東急多摩川線に分離・再編されたことに伴い、編成組み換えなどが実施され、4両編成を2本連結したこのような編成は現存しない（後述）。
1000N系の編成形態
|          | ← 渋谷・北千住・目黒桜木町・蒲田 → |                |                 |                  |                  |                |                 |                  |
| 形式     | クハ1000 （Tc2）                   | デハ1200 （M） | デハ1350 （M2） | デハ1310 （Mc3） | クハ1000 （Tc4） | デハ1200 （M） | デハ1350 （M2） | デハ1310 （Mc1） |
| 搭載機器 | CP                                 | CONT           | SIV,CP          | CONT             | CP               | CONT           | SIV,CP          | CONT             |
| 車両番号 | 1010伊 1012                        | 1210× 1212     | 1360× 1362×     | 1310伊 1312      | 1011伊 1013      | 1211× 1213     | 1361× 1363×     | 1311伊 1313      |

その後、日比谷線直通列車減便に伴い、2000年（平成12年）1月に1012F+1013Fを分割して目蒲線に転用した。その際、両編成の下り方先頭車（デハ1312・1313）を入れ替え、1012Fが標準的な前面形状を有する先頭車、1013Fが前面中央部に貫通扉を有する先頭車でそれぞれ統一された。これは中央貫通構造と非対称貫通構造の先頭車では乗務員室の機器配置が異なるため、両先頭車の種類を統一することで運転士の操作ミス等を防止するための目的である。
その後1012Fは同年4月から6月に、1013Fは同年2月から6月にかけて、目蒲線運転系統分離後の池上・東急多摩川両線における運用に備えてそれぞれ3両編成に短縮の上、ワンマン運転対応改造が施工された。これにより余剰となった中間車2両（デハ1362・1363）は休車となった。編成はデハ1350形が抜かれたため、クハ1000形に同車に搭載していた分の補助電源装置と空気圧縮機を1台追加（クハ1000形は元々1台搭載のため、2台へ）搭載した。
なお、3両編成も目蒲線運転系統分離前の一時期には目黒駅への乗り入れ運用が存在した。
2003年（平成15年）7月から8月にかけ、1010F+1011Fを8両固定編成に組み替えた。編成替えは1010F+1011Fの中間に位置していた両編成の先頭車（クハ1011・デハ1310）を前述休車中のデハ1362・1363と交換する形で行われたが、デハ1363については電装解除が施工されサハ1050形1051と新規形式区分に改称・改番されている。同車は4号車に組み込まれたため、同時に誘導無線アンテナの新設も施工された。この編成替えに伴い、編成間で補助電源装置や空気圧縮機の移設等も実施された（4両編成分割を前提とした機器配置から、8両固定用の機器配置へ）。編成から外れたクハ1011・デハ1310は休車となった。
8両貫通編成化後の東横線用1000N系
|          | ← 北千住・中目黒菊名 → |               |               |              |               |               |               |                |
| 号車     | 1                      | 2             | ◇3            | 4            | 5             | ◇6            | 7             | ◇8             |
| 形式     | クハ1000 (Tc2)         | デハ1350 (M2) | デハ1200 (M1) | サハ1050 (T) | デハ1350 (M2) | デハ1200 (M1) | デハ1350 (M2) | デハ1310 (Mc1) |
| 搭載機器 |                        | SIV,CP        | CONT          | CP           |               | CONT          | SIV,CP        | CONT           |
| 車両番号 | 1010伊                 | 1360×         | 1210×         | 1051×        | 1362×         | 1211×         | 1361×         | 1311伊         |

その後、クハ1011・デハ1310は約6年間長期休車され、2009年（平成21年）中に廃車となり、伊賀鉄道へ譲渡された。
1010Fも更なる日比谷線直通列車減便に伴い、2008年（平成20年）9月下旬に運用から離脱し、2009年（平成21年）中に廃車となった。中間車6両は解体処分されたが、クハ1010・デハ1311はクハ1011・デハ1310同様に伊賀鉄道へ譲渡された（詳細は後述）。

### 1014F - 1018F
同5編成は池上線用として1991年（平成3年）に新製されたものであったが、池上線の車両限界拡幅工事が未了であったことから暫定的に4両編成で落成し、旧目蒲線で運用された。1000N'とも称される。
目蒲線投入当初の1000N'系
|          | ← 目黒蒲田 →                     |                              |                          |                                  |
| 形式     | クハ1000 （Tc）                  | デハ1200 （M）               | デハ1200 （M）           | デハ1310 （Mc）                  |
| 搭載機器 | SIV,CP                           | CP,cont                      | CP,cont                  | CONT                             |
| 車両番号 | 1014上 1015上 1016上 1017 1018上 | 1214× 1215× 1216× 1217 1218× | 1219 1220 1221 1222 1223 | 1314上 1315上 1316上 1317 1318上 |

翌1992年（平成4年）に同工事が完了したことを受け、同5編成は中間車1両を減車して3両編成化の上、予定通り池上線に転用した。編成から外された中間車（デハ1219 - 1223）には両先頭車（クハ1019 - 1023・デハ1319 - 1323）を新製して3両編成化の上、同様に池上線へ配属した。池上線では、他路線で使用した中古の車両ばかりが使用されてきており、同線に直接新車を導入するのは池上電気鉄道時代の1930年（昭和5年）6月に導入したモハ200系以来、実に63年ぶりとなるものであった 。
その後、新7000系の投入により2008年（平成20年）1月までに1015F・1018Fが、同年7月には1014F・1016Fがそれぞれ運用から離脱した。同4編成は2両編成化の上、2008年（平成20年）8月から2009年（平成21年）2月にかけて、いずれも上田電鉄へ譲渡されている。なお、譲渡対象から外れた中間車（デハ1214 - 1216・1218）は全車解体処分された。

### 東横線・日比谷線直通用（元住吉検車区）
|          | ← 北千住・中目黒菊名 →     | ← 北千住・中目黒菊名 →            | ← 北千住・中目黒菊名 →     | ← 北千住・中目黒菊名 →         | ← 北千住・中目黒菊名 →             | ← 北千住・中目黒菊名 →            | ← 北千住・中目黒菊名 →            | ← 北千住・中目黒菊名 →     | 製造年        |
| 号車     | 1                          | 2                                 | ◇3                         | 4                              | ◇5                                 | 6                                 | ◇7                                | 8                          | 製造年        |
| 形式     | クハ1000 (Tc2)             | デハ1250 (M2)                     | デハ1200 (M1)              | デハ1350 (M2)                  | デハ1300 (M1)                      | デハ1450 (M2)                     | デハ1400 (M1)                     | クハ1100 (Tc1)             | 製造年        |
| 搭載機器 |                            | SIV,CP                            | CONT                       | SIV,CP                         | CONT                               | SIV,CP                            | CONT                              |                            | 製造年        |
| 車両番号 | 1001 1002                  | 1251福 1252福                     | 1201 1202                  | 1351× 1352×                    | 1301福 1302福                      | 1451× 1452×                       | 1401× 1402福                      | 1101 1102                  | 1988年 1989年 |
| 車両番号 | 1003 1004 1005 1006伊 1007 | 1253福 1254福 1255上 1256× 1257福 | 1203 1204 1205 1206伊 1207 | 1353× 1354× 1355× 1356伊 1357× | 1303福 1304福 1305上 1306伊 1307福 | 1453一 1454福 1455一 1456× 1457一 | 1403一 1404× 1405一 1406伊 1407一 | 1103 1104 1105 1106伊 1107 | 1989年        |
| 車両番号 | 1008                       | 1258福                            | 1208                       | 1358×                          | 1308福                             | 1458×                             | 1408福                            | 1108                       | 1990年        |

- 1003Fは2012年に運用を離脱し、2013年に総合車両製作所に甲種輸送されている[11]。
- 1006Fは緊急予備車両となった後、デハ1256とデハ1456は廃車・解体され、残りの6両のうち中間車はすべて先頭車化され、伊賀鉄道へと譲渡された。

池上線・東急多摩川線用（雪が谷検車区）
|          | ← ■五反田／■多摩川蒲田 → | ← ■五反田／■多摩川蒲田 → | ← ■五反田／■多摩川蒲田 → | 製造年 |
| 号車     | 1                        | < 2                      | < 3                      | 製造年 |
| 形式     | クハ1000 (Tc)            | デハ1200 (M)             | デハ1310 (Mc)            | 製造年 |
| 搭載機器 | SIV,CP,CP                | CONT                     | CONT                     | 製造年 |
| 車両番号 | 1012 緑1013              | 1212 緑1213              | 1313 緑1312              | 1990年 |

|          | ← ■五反田／■多摩川蒲田 →           | ← ■五反田／■多摩川蒲田 →       | ← ■五反田／■多摩川蒲田 →           | 製造年                          |
| 号車     | 1                                  | < 2                            | < 3                                | 製造年                          |
| 形式     | クハ1000 (Tc)                      | デハ1200 (M)                   | デハ1310 (Mc)                      | 製造年                          |
| 搭載機器 | SIV,CP                             | cont,CP                        | CONT                               | 製造年                          |
| 車両番号 | 1014上 1015上 1016上 き1017 1018上 | 1214× 1215× 1216× き1217 1218× | 1314上 1315上 1316上 き1317 1318上 | 1991年                          |
| 車両番号 | 1019 1020 1021 1022 1023           | 1219 1220 1221 1222 1223       | 1319 1320 1321 1322 1323           | 1991年 (中間車) 1992年 (先頭車) |
| 車両番号 | 1024                               | 1224                           | 1324                               | 1992年                          |

凡例
- CONT - 主制御器 (ATR-H8130-RG621A)
- cont - 主制御器 (ATR-H4130-RG636A)
- SIV - 補助電源装置（静止形インバータ）120kVA
- CP - 空気圧縮機
- 上:上田電鉄譲渡
- き:きになる電車(旧目蒲線塗装)
- 緑:緑の電車
- ×:廃車解体車両
- 一:一畑電車譲渡
- 伊:伊賀鉄道譲渡
- 福:福島交通譲渡
- 太字:1500番代に改造リニューアル

行先などの表示は字幕式であったが、2015年12月に1020Fと1021Fが、2016年3月に1017F（同時に室内の更新を施工）が、2016年9月から10月にかけて1012Fと1013F・1019F・1022F・1023Fが、1500番台と同様の白色LED（日本語とローマ字を交互表示）に交換され、1000系の字幕式車両(幕車)は消滅した。2024年頃に車内案内表示器が稼働されるのと同時に前面行先表示器の表示内容も更新され、1500番台と車内更新を受けた1017Fのみの路線名の表示が他の編成でも表示されるようになった。

## 1000系1500番台
東横線と日比谷線との相互直通運転を終了した編成は、各種改造工事を受けて7700系などの在来車の置き換えを目的として池上線・東急多摩川線に転用された 。編成はクハ1000形（Tc2）・デハ1200形（M1）・クハ1100形（Tc1）を改造し、デハ1500形（Mc）・デハ1600形（M）・クハ1700形（Tc）の3両編成とした。クハ1000形はデハ1250形の台車等を流用して電動車に改造している。2014年（平成26年）5月10日から営業運転を開始した。
改造後は車体カラー帯を7000系に準じた濃いグリーン、リーフグリーンにゴールドを加えた3色としたほか、戸袋部には三日月のマークをアクセントとして加えている。改造前は前面帯にあった車両番号表記は、種別表示器のあった場所に移設されている。行先表示器は字幕式からフルカラーLED式に取り替えられており、7000系同様日本語とローマ字を交互に行先を表示し、前面は併せて路線名も表示され、池上線・東急多摩川線間を直通する列車は「◯◯線直通」と表示する。
車内は7000系に準じた木目調化粧板、墨色の床敷物に一新され、座席表地は緑色系に取り替えられて座席間にはスタンションポール（縦握り棒）が新設された。デハ1600形には車椅子スペースが新設されている。また、車内照明は蛍光灯からLED照明に交換されたほか、非常通報器は警報式から対話式の非常通報装置3台を新設している。運転台は運転士戸閉手元スイッチなどワンマン運転機器が追加されたほか、車上ITV（ホーム監視用モニター）が設置されている。
空気圧縮機 (CP) は8両編成であった車両が種車である編成は補助電源装置（SIV）からの三相交流440Vを電源とするHS-20-1形を搭載する。1000N'系が種車である編成はSIVからの給電ではなく、架線直接給電方式（直流1,500V駆動）のHS-10形を搭載する。
制御装置は7000系と同等の東芝製補助電源装置一体形のVVVFインバータ装置（SVF091-B0形・デュアルモード）と交換され、中間車のデハ1600形（M）に設置。合わせて同車に設置されたパンタグラフはひし形1基からシングルアーム式2基に変更されている。主電動機は130kW出力のTKM-88形が流用されている。保安装置はATC-P装置が撤去され、従来からの東急ATSに加えて定位置停止支援装置（TASC）が設置された。
2020年4月現在、3両編成9本（27両）が雪が谷検車区に在籍する。改造種車の番号を踏襲しているため、他社に譲渡された1006F（6番編成）は欠番となる。
2016年から元来池上線で使われていた車両(1000N'系)も改造されることとなり、2016年に1524F、2020年に1523F、2024年に1522Fが運用を開始している。このグループは7000系に準じ上り向き先頭車が制御電動車になっている転用車グループと異なり、種車と同じく下り向き先頭車が制御電動車になっているが、編成内の形式の配置は変わっていない。
2024年に運用を開始した1522Fは、車内化粧板の施工方法やドア間座席の仕切りが存置されていること、また妻部の防犯カメラが撤去されていることなど、車内の改造内容が他の編成と異なっている。
編成表（雪が谷検車区）
|          | ← ■五反田／■多摩川蒲田 → | ← ■五反田／■多摩川蒲田 → | ← ■五反田／■多摩川蒲田 → | 改造, 運用開始 | 種車  |
| 号車     | 1                        | < 2 >                    | 3                        | 改造, 運用開始 | 種車  |
| 形式     | デハ1500 (Mc)            | デハ1600 (M)             | クハ1700 (Tc)            | 改造, 運用開始 | 種車  |
| 搭載機器 | CP                       | INV                      | CP                       | 改造, 運用開始 | 種車  |
| 車両番号 | 1501                     | 1601                     | 1701                     | 2014年         | 1001F |
| 車両番号 | 1502                     | 1602                     | 1702                     | 2015年         | 1002F |
| 車両番号 | 1503                     | 1603                     | 1703                     | 2014年         | 1003F |
| 車両番号 | 1504                     | 1604                     | 1704                     | 2014年         | 1004F |
| 車両番号 | 1505                     | 1605                     | 1705                     | 2015年         | 1005F |
| 車両番号 | 1507                     | 1607                     | 1707                     | 2015年         | 1007F |
| 車両番号 | 1508                     | 1608                     | 1708                     | 2015年         | 1008F |

|          | ← ■五反田／■多摩川蒲田 → | ← ■五反田／■多摩川蒲田 → | ← ■五反田／■多摩川蒲田 → | 改造, 運用開始 | 種車  |
| 号車     | 1                        | < 2 >                    | 3                        | 改造, 運用開始 | 種車  |
| 形式     | クハ1500 (Tc)            | デハ1600 (M)             | デハ1700 (Mc)            | 改造, 運用開始 | 種車  |
| 搭載機器 | CP, CP                   | INV                      |                          | 改造, 運用開始 | 種車  |
| 車両番号 | い1522                   | い1622                   | い1722                   | 2024年         | 1022F |
| 車両番号 | 1523                     | 1623                     | 1723                     | 2020年         | 1023F |
| 車両番号 | 1524                     | 1624                     | 1724                     | 2016年         | 1024F |

凡例
- INV：インバータ装置（VVVF主制御器(1C4M2群)・SIV補助電源一体型）
- CP：空気圧縮機
- い:いけたまハッピートレイン

## 車体装飾

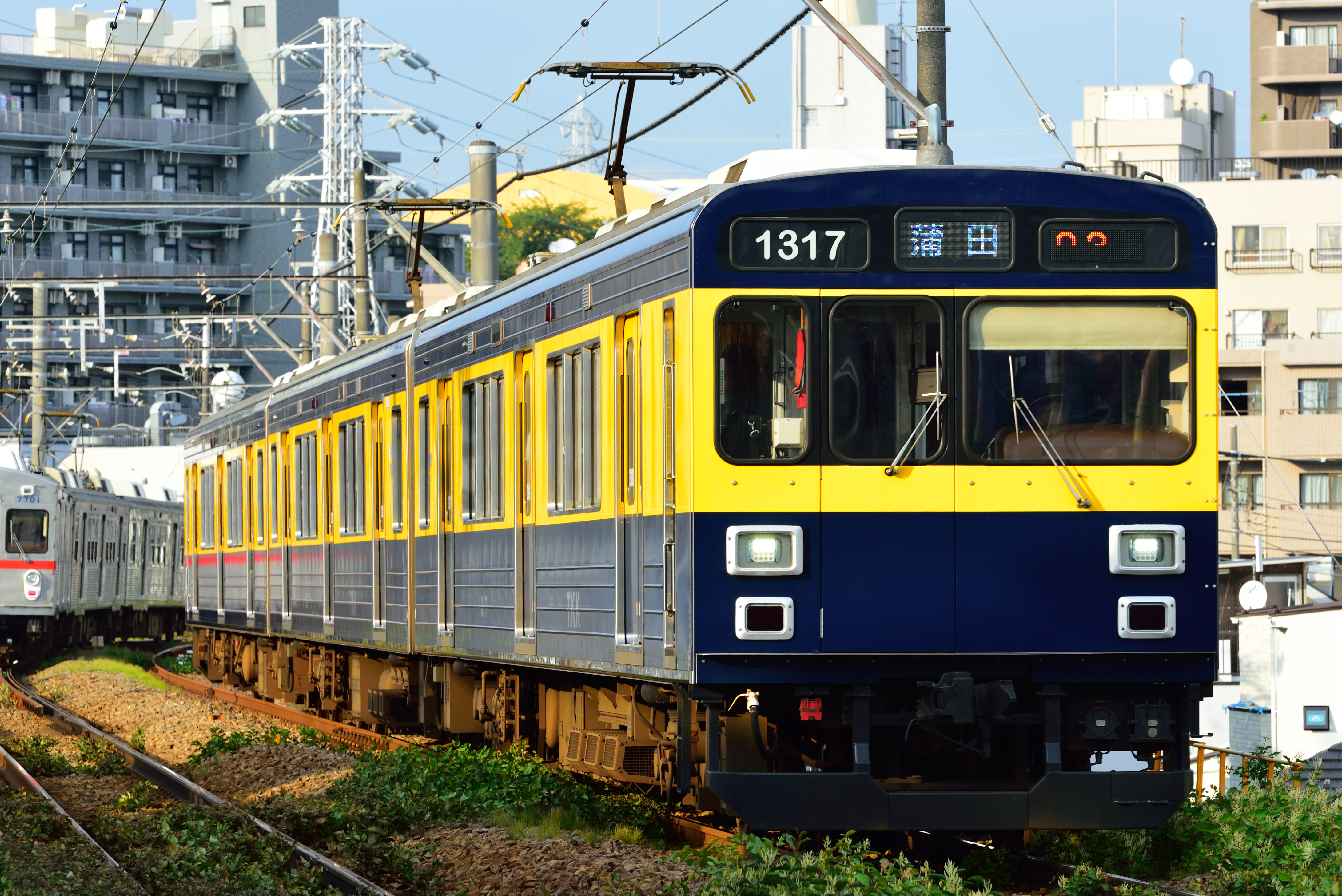
東急1000系（きになる電車）
（2016年9月1日/石川台 - 雪が谷大塚間）

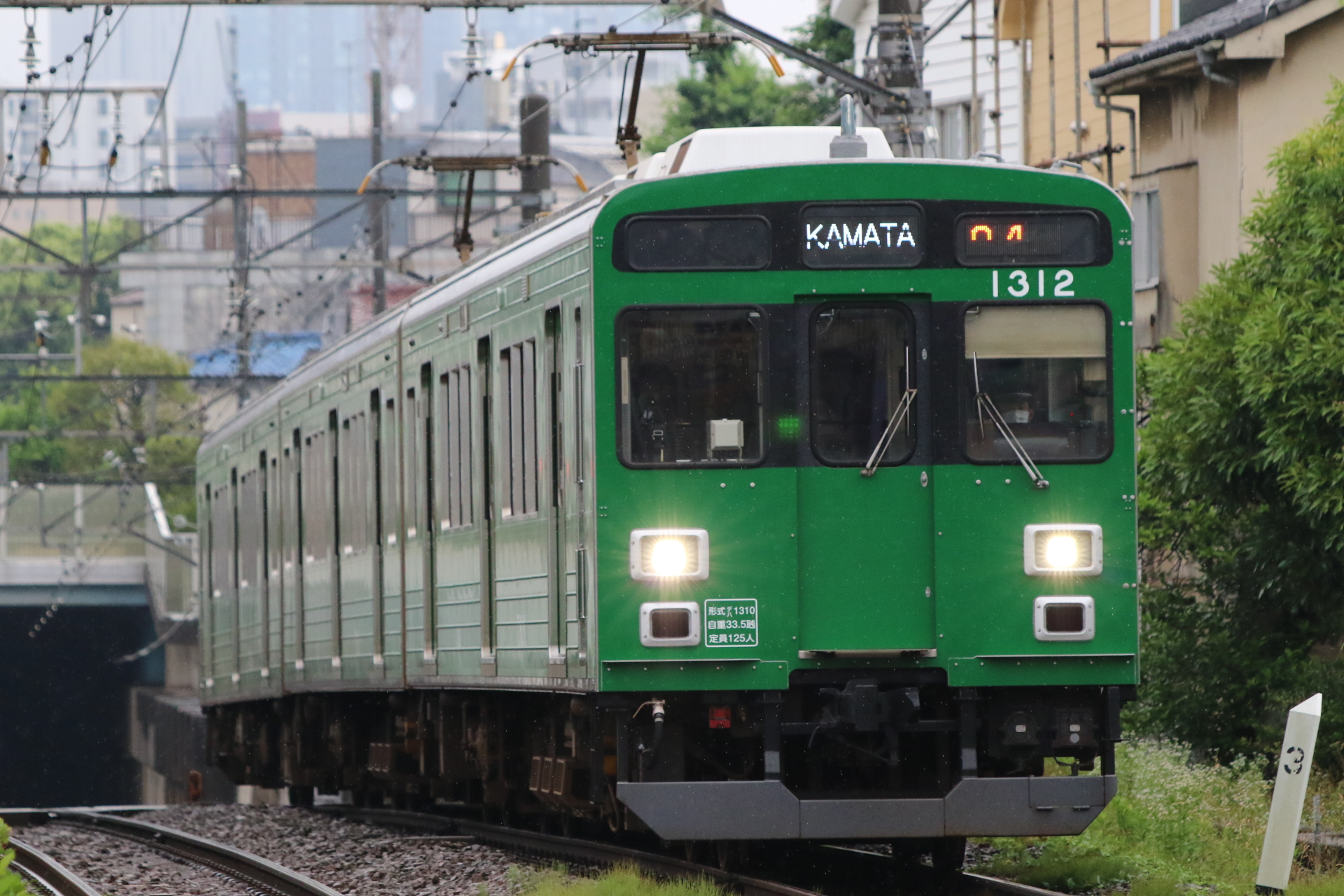
東急1000系（緑の電車）
（2020年6月13日/荏原中延 - 旗の台間）

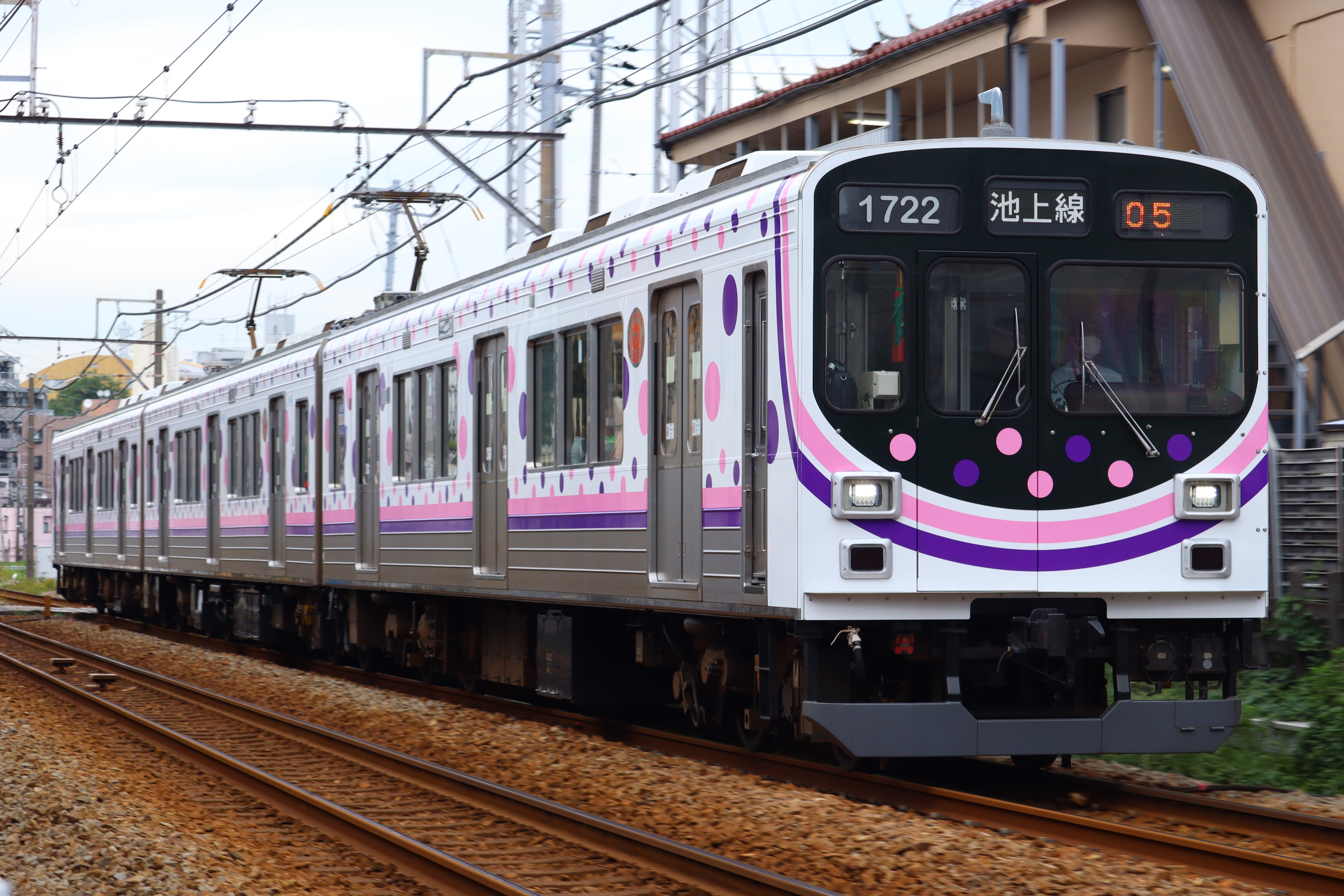
東急1000系1500番台(いけたまハッピートレイン)
（2024年6月24日/石川台 - 雪が谷大塚間）

2004年（平成16年）8月16日から9月10日まで東横線と日比谷線との直通運転開始40周年を記念して1001Fと1002Fに記念ステッカーが貼り付けされた 。その後、2007年（平成19年）8月から約1年間、池上線全線開通80周年を記念して1012Fと1023Fに記念ステッカーを貼り付けした 。
2016年（平成28年）3月18日には、1017Fがデハ3450形の旧東急標準ツートンカラーになって出場し、側面の東急マークが剥がされ、「T.K.K.」が貼り付けられた。この編成は、戸越銀座駅の木になる駅プロジェクトの一環により同時につり革の木製化と行先・運番表示がフルカラーLED化され、室内灯も電球色LEDを使用している。
2019年（令和元年）11月25日には、2017年度より実施中の「池上線活性化プロジェクト」の一環として1013Fが初代3000系風の「緑の電車」ラッピングになって営業運転を開始した。
2024年 (令和6年) 6月23日には、1000系から1000系 1500番台へのリニューアルにあわせ、1522Fが池上線のラインカラーである「ピンク」、東急多摩川線の「えんじ」を大小さまざまな水玉模様で表現した「いけたまハッピートレイン」ラッピングとして営業運転を開始した。

## 運用

### 池上線・東急多摩川線
3両編成16本（48両）が雪が谷検車区に在籍する。7000系との運用上の区別はない。

### 東横線・日比谷線（運用終了）

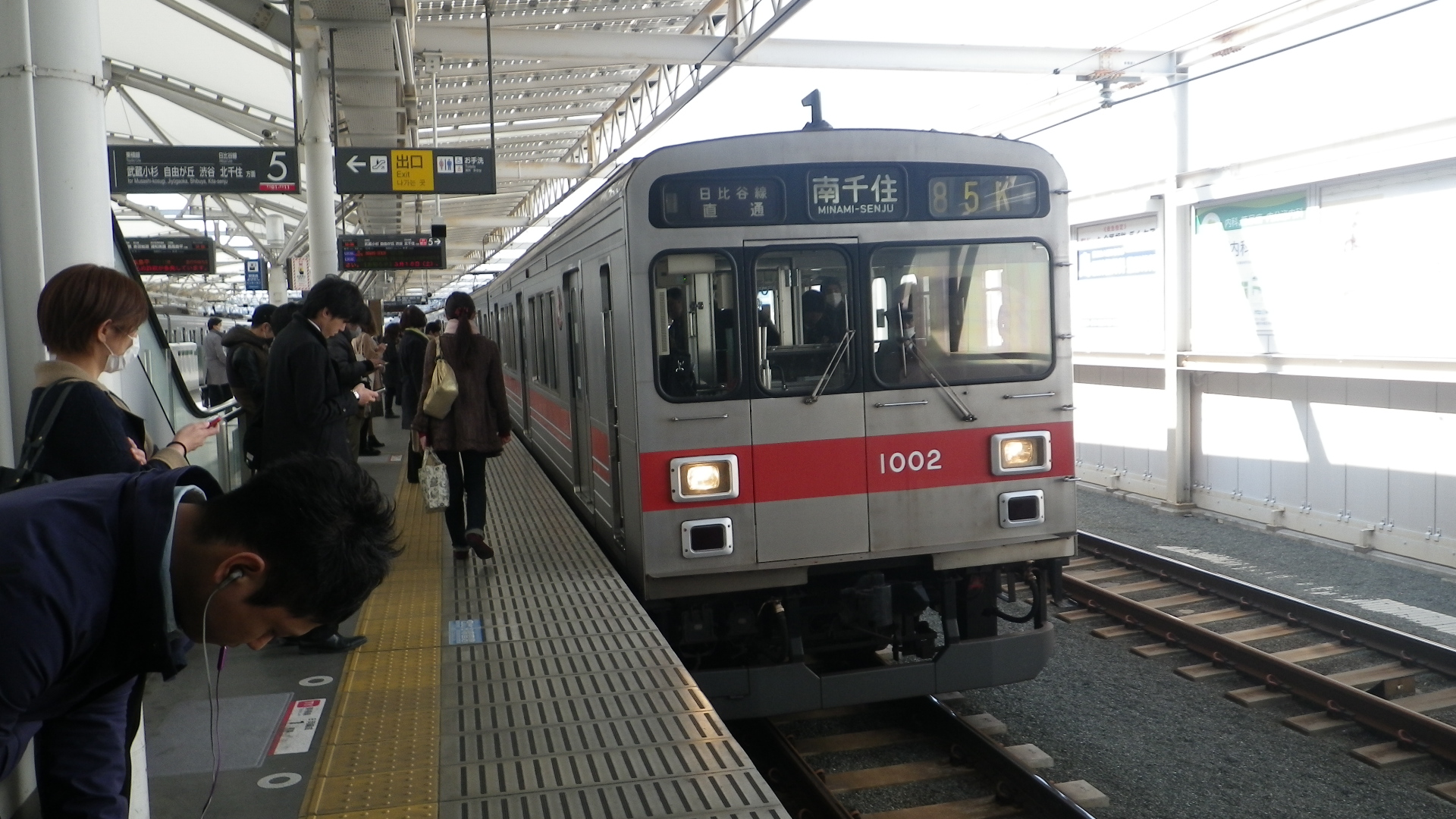
種別幕に「日比谷線直通」を表示 (日比谷線直通 南千住行)

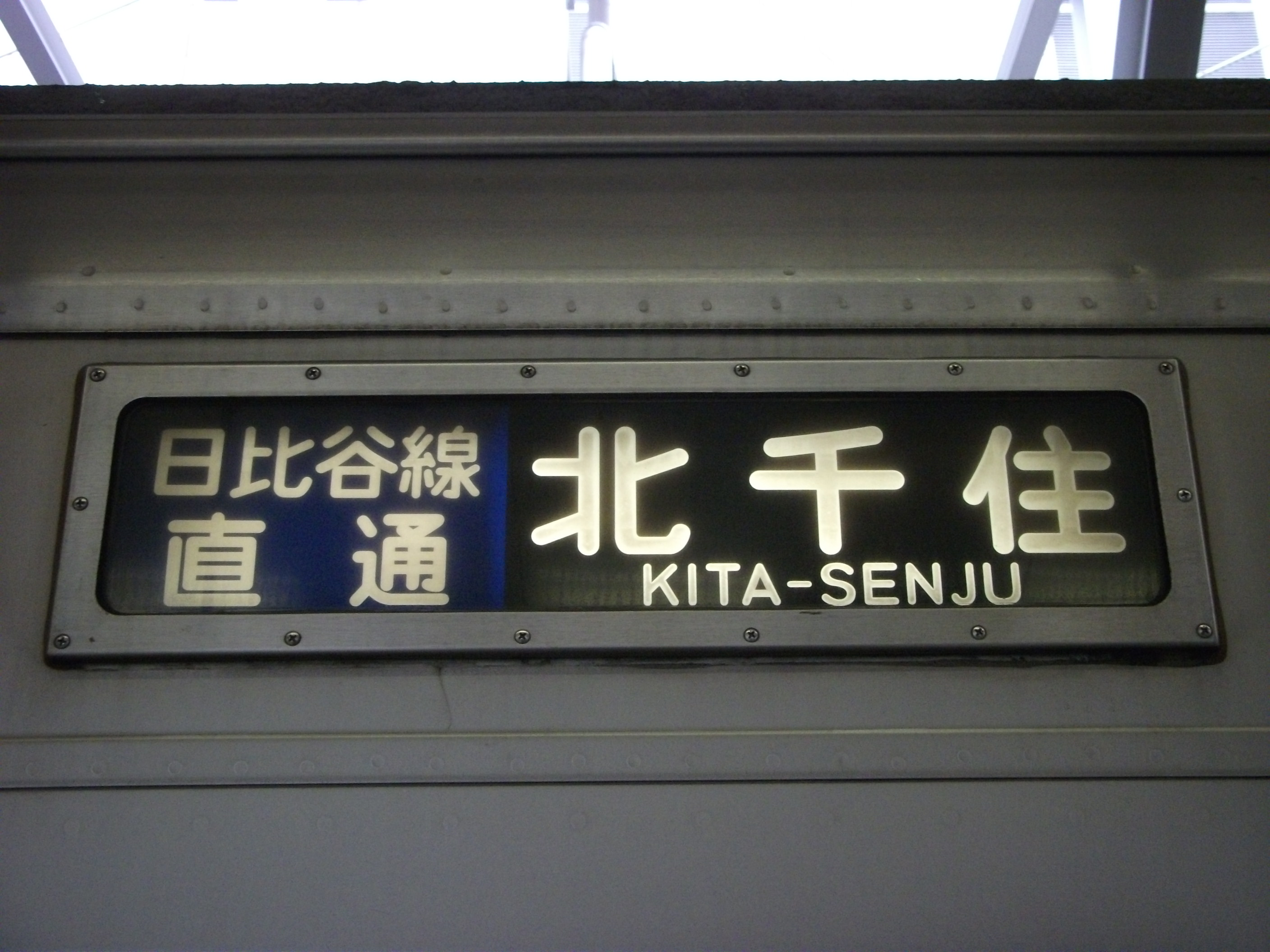
側面方向幕にも「日比谷線直通」を表示 (日比谷線直通 北千住行)

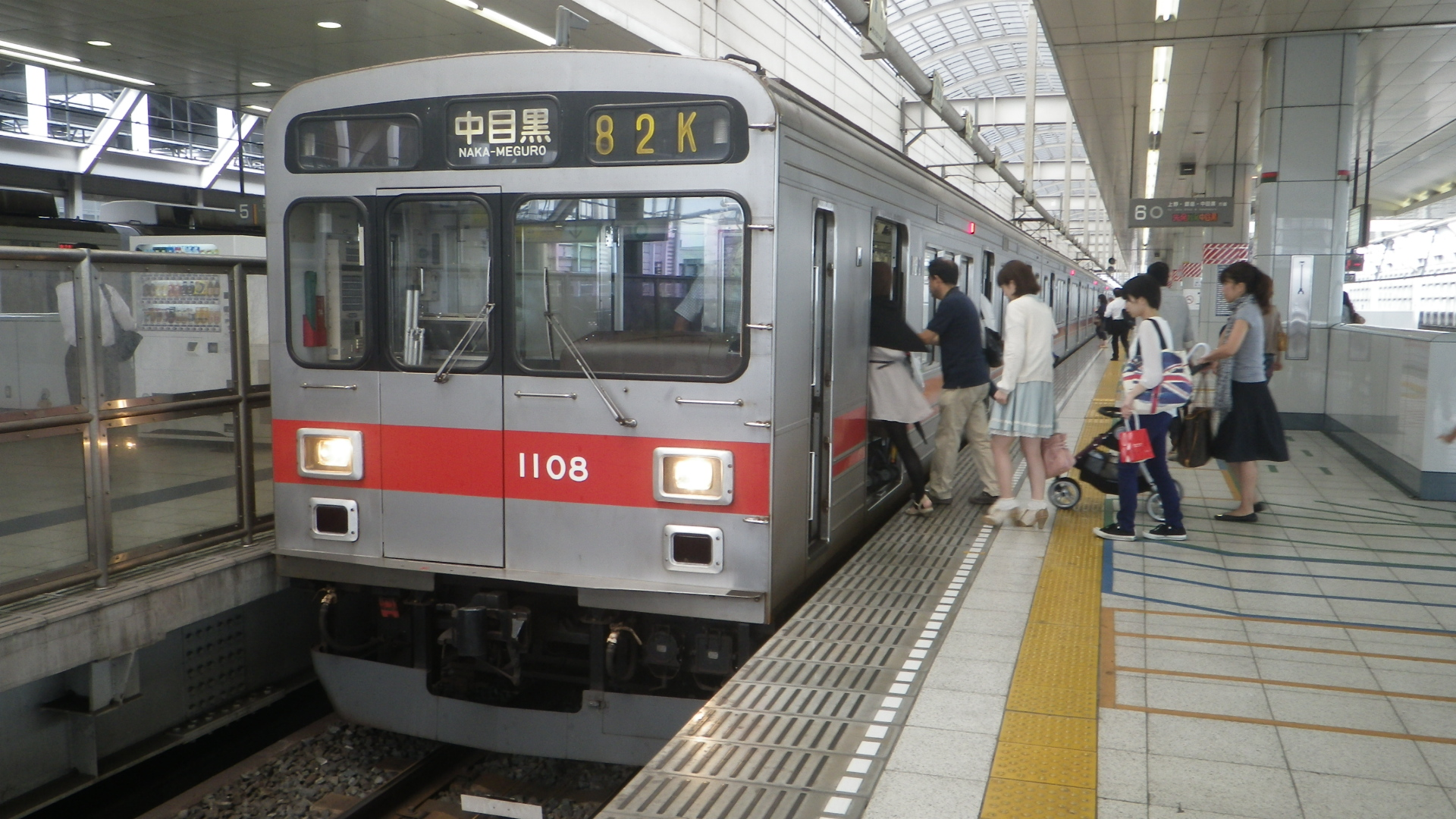
種別幕に何も表示しない (日比谷線 中目黒行)

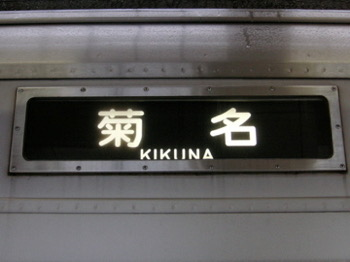
側面方向幕も日比谷線内では行先のみを表示 (東横線直通 菊名行)

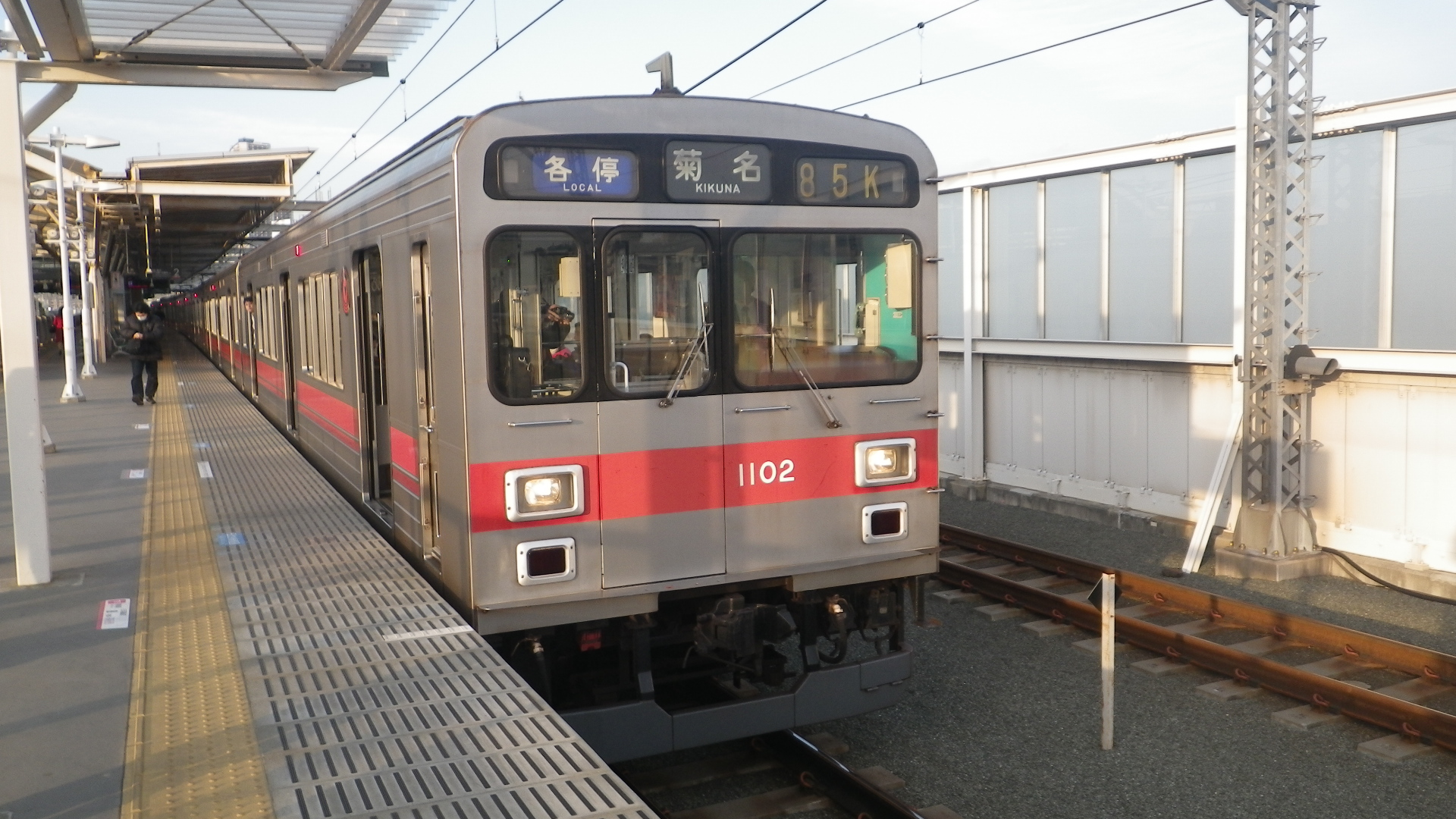
種別幕に「各停」を表示 (東横線直通 菊名行)

東横線用の8両編成7本（56両）は元住吉検車区に在籍し、専ら日比谷線への直通運転に使用されていた。走行距離の調整で、北千住駅 - 中目黒駅間の日比谷線内のみの運用や、南千住駅終着として同駅に隣接する日比谷線千住検車区へ入庫する運用も存在したが、乗り入れ協定や装備の関係で東武伊勢崎線（東武スカイツリーライン）には入線することができなかった。
また、以下の場合は定期列車において入線することのない渋谷駅 - 中目黒駅間および菊名駅 - 元町・中華街駅間を走行することがあった。
- 事故などの不測の事態によりダイヤ乱れが発生し、東横線と日比谷線との相互直通運転が中止された場合は「渋谷行」として運行する。
- 大型連休など横浜市中心部への多客輸送が見込まれる際にかつて運行していた臨時列車「みなとみらい号」の運用に本系列を充当し、北千住駅から元町・中華街駅まで乗り入れていた。

かつては車両不足時において、渋谷駅 - 桜木町駅・元町・中華街間を走る本線系統の運用に充当したこともある。
種別表示は、東横線から日比谷線への運用時は「日比谷線直通」と表示し、逆に日比谷線から東横線への運用時は、原則として日比谷線内は無表示で行先のみ、中目黒駅において乗務員交代を行う際に東急の車掌の操作により「各停」と表示させる。
2013年（平成25年）3月16日の東横線と東京メトロ副都心線との相互直通運転開始に伴い、東横線と日比谷線の相互直通運転が終了し、東横線での運用が終了した。

## 他社への譲渡

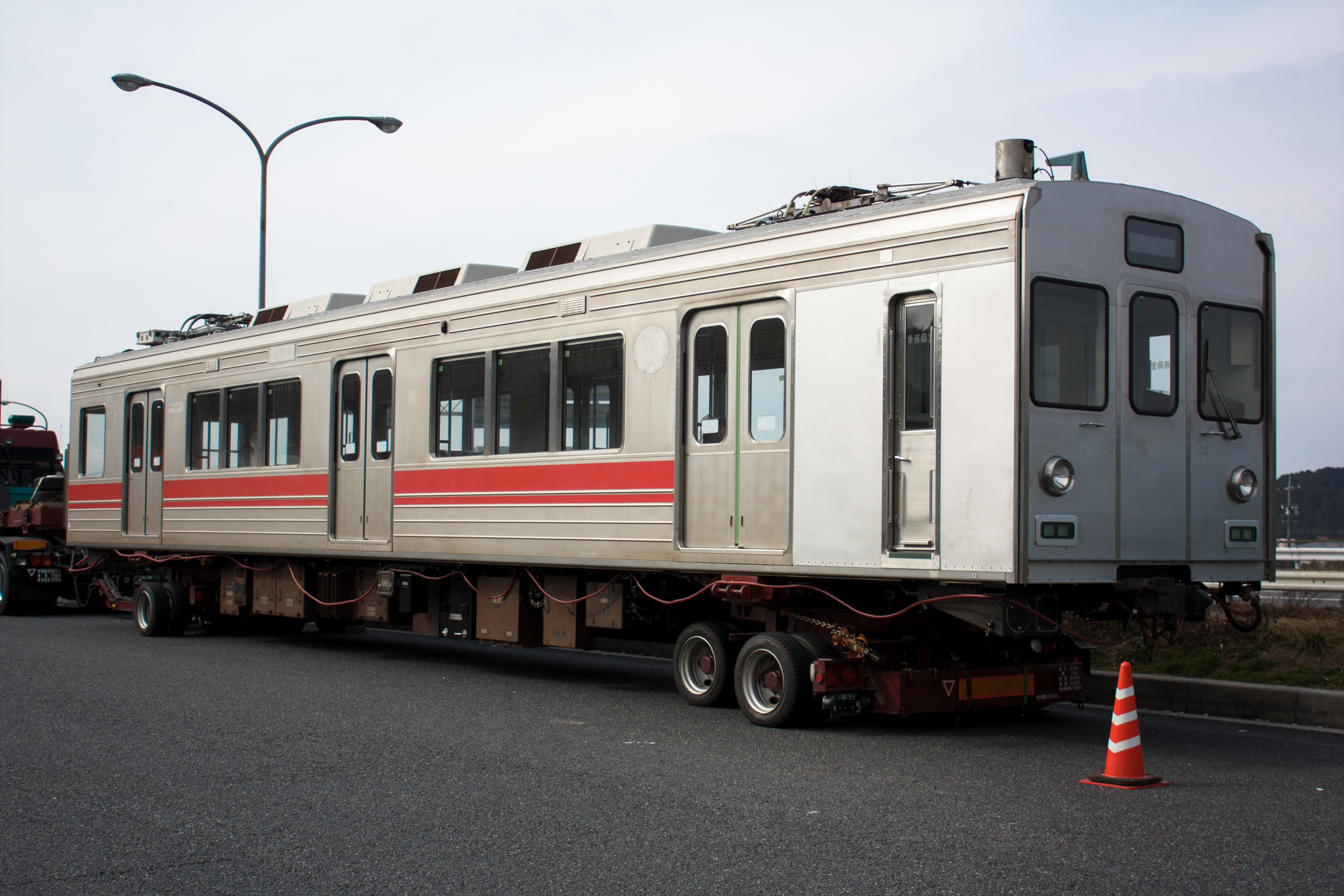
伊賀鉄道に輸送される1000系電車、2011年2月撮影

本形式は廃車後、多数の車両が他の鉄道事業者へ譲渡されている。鉄道ライターの杉山淳一は「（大手私鉄の多くが20m級大型車への置き換えを完了した現在では）数少ない中型中古電車として人気が高い」と述べている。各社からの引き合いが多かったことから、一畑電車のように必要数を確保できず、JR西日本・JR四国の協力を得て完全新造（一畑電車7000系電車）に踏み切る事業者も出た。
上田電鉄1000系電車
2008年から2009年にかけて4編成8両（デハ1001 - 1004・クハ1101 - 1104）。
新7000系の導入で捻出された1015F・1018Fの2編成の先頭車を2両編成2本に組み替えて譲渡、2008年8月1日より営業運転を開始、譲渡対象から外れた中間車は解体処分された。同年12月には同様に捻出された1014F・1016Fの2編成の先頭車を2両編成2本に組み替えて譲渡。
上田電鉄6000系
2014年に1編成2両（デハ6001・クハ6101）。
2014年度に1005Fの中間車2両が先頭車改造されて2両編成1本として譲渡。中間車改造のため別形式となった。
伊賀鉄道200系電車
2009年から2012年にかけて5編成10両（モ201 - 205・ク101 - 105）。
1010Fの先頭車2両が譲渡（比土駅に陸送）され、一部クロスシート化改造を受け、松本零士デザインによる忍者列車ラッピングを施した上で、2009年12月24日から営業運転を開始。その後、1000N系の8両固定化に伴い余剰・休車となっていた中間制御車2両も同様に輸送された後に整備され、2010年（平成22年）2月28日に撮影会と試乗会を行っている。
2010年度には1006Fのうち6両が譲渡され、中間車4両は先頭車改造されて2両編成3編成に組み替えて運用を開始。
一畑電車1000系電車
2014年から2015年にかけて3編成6両（デハ1001 - 1003・クハ1101 - 1103）。
2014年度に1003F・1005Fの中間車4両が譲渡され、2015年2月より営業運転を開始。デザイン投票の結果、デハニ50形を模したカラーが採用された。
2015年度に追加で1007Fの中間車2両が譲渡され、「ご縁電車しまねっこ号Ⅱ」として2015年12月より営業運転を開始した。しかしそれ以降は福島交通への譲渡が控えていたため、JR四国7000系およびJR西日本の125系を基にした完全新造へ移行した（一畑電車7000系電車）。
福島交通1000系電車
2016年から2018年にかけて6編成14両（デハ1101,1103,1105,1107,1109,1111,1313,1314・クハ1202,1204,1206,1208,1210,1212）。
2016年10月に2編成5両（2両編成1本、3両編成1本）、2017年秋に2編成5両（2両編成1本、3両編成1本）、2018年秋に2編成4両（2両編成2本）を導入し、2019年春までに従来車（7000系）をすべて置き換えた。2017年4月1日より営業運転を開始。7000系を置き換えたことにより飯坂線の営業列車は冷房付き車両となった。